# Catherine de Médicis
Pour les articles homonymes, voir Catherine de Médicis (homonymie) et Famille de Médicis.
Catherine de Médicis (en italien : Caterina Maria Romola di Lorenzo de' Medici), née le 13 avril 1519 à Florence (République florentine) et morte le 5 janvier 1589 à Blois (France), est reine de France de 1547 à 1559.
Fille de Laurent II de Médicis (1492-1519), duc d'Urbino, et de Madeleine de la Tour d'Auvergne (1498-1519), elle grandit en Italie d'où elle est originaire par son père. À la mort de ses parents, elle hérite du titre de duchesse d'Urbino et de comtesse de Lauragais, puis de celui de comtesse d'Auvergne à la mort de sa tante Anne d'Auvergne en 1524.
Par son mariage avec le futur Henri II, elle devient dauphine et porte le titre honorifique de duchesse de Bretagne de 1536 à 1547, puis reine de France. Mère des rois François II, Charles IX, Henri III, des reines Élisabeth (reine d'Espagne) et Marguerite (dite « la reine Margot », épouse du futur Henri IV) et de Claude, duchesse de Lorraine et de Bar, elle gouverne la France en tant que reine mère et régente de 1560 à 1563.
Catherine de Médicis est une grande figure du XVIe siècle et du royaume de France. Son nom est irrémédiablement attaché aux guerres de Religion opposant catholiques et protestants. Qui plus est, une légende noire persistante la dépeint comme une personne acariâtre, jalouse du pouvoir, ne reculant devant aucun crime pour conserver son influence. Aujourd'hui, la tendance historiographique tend à réhabiliter le rôle de cette reine et régente qui usa de son influence lors d'une période historique complexe et très troublée.
Partisane d'une politique de conciliation, elle est l'instauratrice en France de la liberté de conscience pour les protestants, et a de nombreuses fois tenté de faire accepter le concept de tolérance civile. Avec l'édit de janvier 1562, elle tente d'instaurer la liberté de culte, mais ne parvient pas à empêcher le déclenchement des hostilités. Après la surprise de Meaux en 1567, sa fermeté et sa méfiance envers les protestants se renforcent. Son rôle supposé dans le massacre de la Saint-Barthélemy en 1572 contribue à en faire une figure controversée de l'histoire de France.

## Biographie

### La jeunesse

#### L'héritière des Médicis

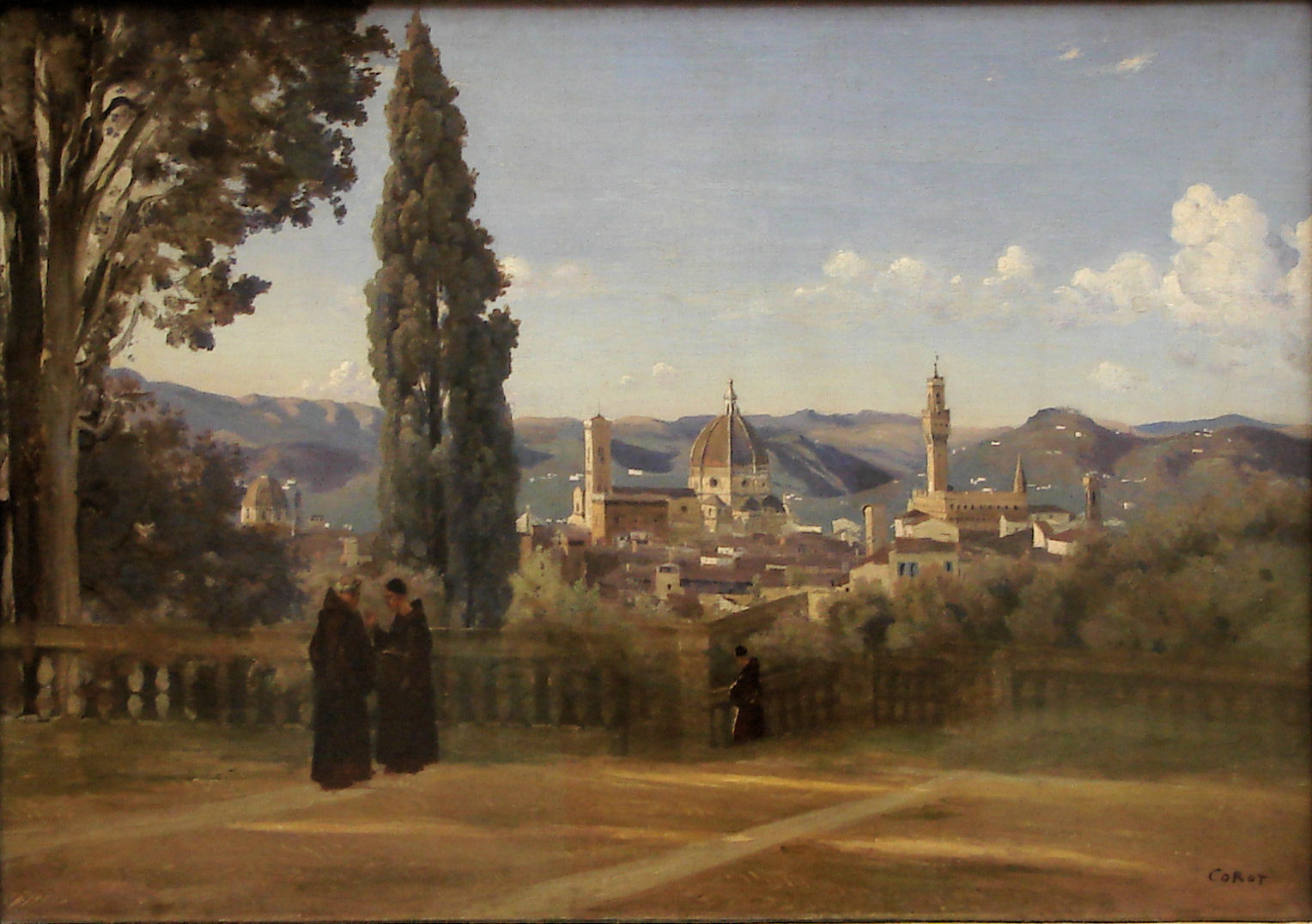
Le paysage de Florence où Catherine de Médicis passa sa petite enfance.

Née à Florence, le 13 avril 1519, Catherine de Médicis se retrouve très rapidement orpheline : sa mère meurt quelques jours après l'avoir mise au monde, son père trois semaines plus tard, de la syphilis. Elle est alors prise en charge par sa grand-mère paternelle, Alfonsina Orsini, puis placée sous la tutelle de sa tante paternelle, Clarice de Médicis et de la cousine germaine de son père, ou sa grande-cousine, Maria Salviati, mère de son cousin au second degré, le futur grand-duc Côme. Elle devient l'unique héritière de la fortune des Médicis et prend le titre de duchesse d'Urbino, ce qui lui vaut le surnom de duchessina (la petite duchesse) de la part des Florentins.
Les Médicis ont joué un rôle important durant l'enfance de Catherine : elle bénéficie de la protection de son grand-oncle le pape Léon X, puis surtout de celle de Clément VII, un de ses cousins, élu pape en 1523 et qui la loge dans son palais Medici-Riccardi.
L'enfance de Catherine dans la ville de Florence est perturbée par la guerre que se livrent Clément VII et l'empereur Charles Quint. Les républicains florentins profitent de la défaite du pape et du désordre qui règne à Rome pour se révolter contre les Médicis et prendre le contrôle de la ville. En 1529, Catherine est prise en otage par les républicains, qui menacent de la violer et de la tuer quand les troupes de l'empereur du Saint-Empire romain germanique mettent en place le siège de la ville. Catherine n'a alors que dix ans et restera toute sa vie marquée par la cruauté politique de ce conflit. Pour la protéger, on la place dans différents couvents (couvent de Sainte-Lucie al Prato puis couvent de Sainte-Marie des Emmurées (it)), où, par souci de sécurité, on lui fait prendre l'habit de nonne. Une fois la ville de Florence soumise au pouvoir du pape et de l'empereur, Catherine est emmenée à Rome au Vatican où, désormais, elle va grandir auprès de Clément VII.
Placée sous la protection directe du pape, elle y reçoit une éducation très soignée. Elle bénéficie ainsi d'une culture raffinée, imprégnée d'humanisme et de néoplatonisme. Elle quitte l'Italie en 1533, lorsque le pape fait alliance avec le roi de France, François Ier, qui prévoit de la marier à l'un de ses fils cadets, Henri, alors duc d'Orléans, afin de contrecarrer l'influence à Rome de Charles Quint. En tant qu'unique héritière de la branche aînée des Médicis (famille dominant alors Florence) et avec un oncle pape (à la tête des États pontificaux), Catherine représente, en effet, un parti utile pour François Ier dans le contexte des Guerres d'Italie. Néanmoins, seules les filles d'empereurs ou de rois étant considérées comme dignes de devenir reine de France, on préfère attendre un meilleur parti pour le dauphin François III de Bretagne et plutôt marier Catherine au jeune frère du dauphin, Henri, non destiné à régner.

#### La duchesse d'Orléans
Catherine quitte Florence le 1er septembre 1533 et rejoint la France à bord de la galère du pape. Elle apporte avec elle une dot de 100 000 écus d'argent et 28 000 écus de bijoux, ce qui lui vaut de la part de courtisans persifleurs les surnoms de « la Banquière » ou « la fille des Marchands ». Il avait été convenu dans le contrat que le pape procurerait une dot assez importante pour combler le trou des finances royales. Le mariage a lieu à Marseille, le 28 octobre 1533, en présence du pape, venu s'entretenir avec le roi et lui remettre personnellement la main de Catherine, le contrat de mariage étant signé après le traité d'alliance, qui prévoit que le pape aide le roi François Ier à reconquérir le duché de Milan et de Gênes en échange du mariage. Après le bal de mariage, le couple se rend dans la chambre nuptiale remplir ses devoirs conjugaux, suivi par le roi qui reste présent jusqu'à la consommation du mariage. Le pape s'y rend dès le lendemain pour trouver les deux jeunes mariés « contents l'un de l'autre » et est rassuré. S'ensuivent des festivités somptueuses, qui durent plusieurs semaines. Une tradition populaire plus ou moins légendaire veut qu'elle soit venue d'Italie accompagnée d'une quarantaine de cuisiniers et qu'elle aurait introduit lors du banquet de mariage le sabayon, ainsi que les sorbets « tutti frutti ». Selon une autre légende, ce serait Jean Pastilla, l'un de ses trois pâtissiers confiseurs, qui répand en France la mode de la pastille à base de gomme arabique et de sirop de sucre. Vraisemblablement, ces légendes sont fausses puisqu'aucun cuisinier italien n'a été recensé à la cour de France durant le règne de Médicis (voir le mythe italien dans la cuisine française).
L'alliance avec la papauté ne procure finalement pas à la France les effets escomptés du fait de la mort de Clément VII, survenue l'année suivante. Le pape Paul III rompt le traité d'alliance et refuse de payer la dot à François Ier, qui se lamente en ces termes : « J'ai eu la fille toute nue ». Au début de son mariage, Catherine n'occupe que peu de place à la Cour, bien qu'elle y soit appréciée pour sa gentillesse et son intelligence. Elle n'a pas 15 ans, et son jeune mari est plus intéressé par Diane de Poitiers, qui fut sa gouvernante pendant son enfance, que par elle.

#### La dauphine de France
Le 10 août 1536, le destin de Catherine bascule. Le fils aîné de François Ier, le dauphin François, meurt soudainement, faisant de l'époux de Catherine l'héritier du trône. Catherine devient dauphine de Viennois et ne porte que le titre honorifique de duchesse de Bretagne (1536-1547) car son époux Henri II ne fut pas couronné en la cathédrale de Rennes et ne portait lui aussi qu'un titre honorifique. Elle prend progressivement sa place à la Cour.

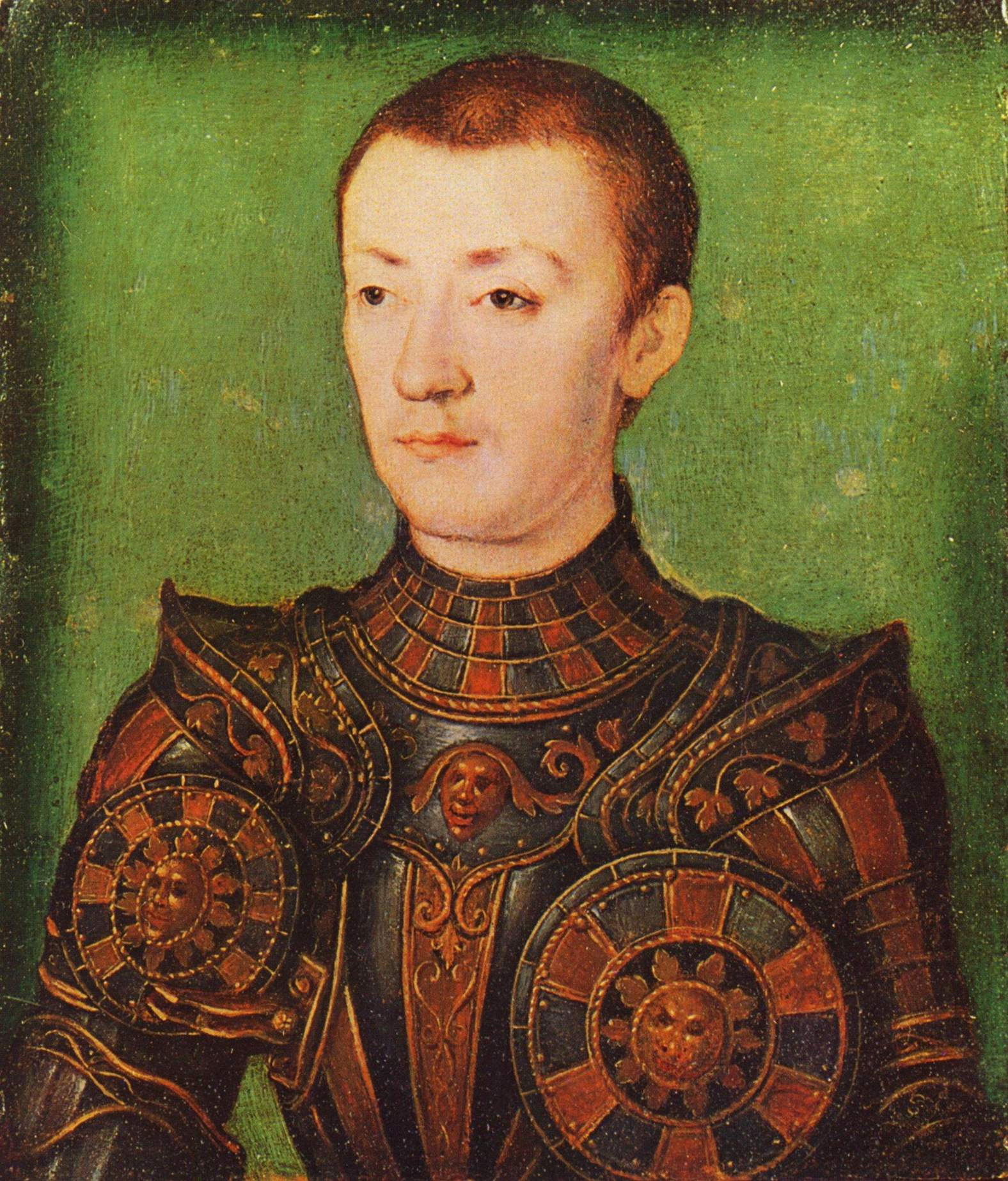
Portrait présumé d'Henri d'Orléans par Corneille de Lyon (vers 1536).
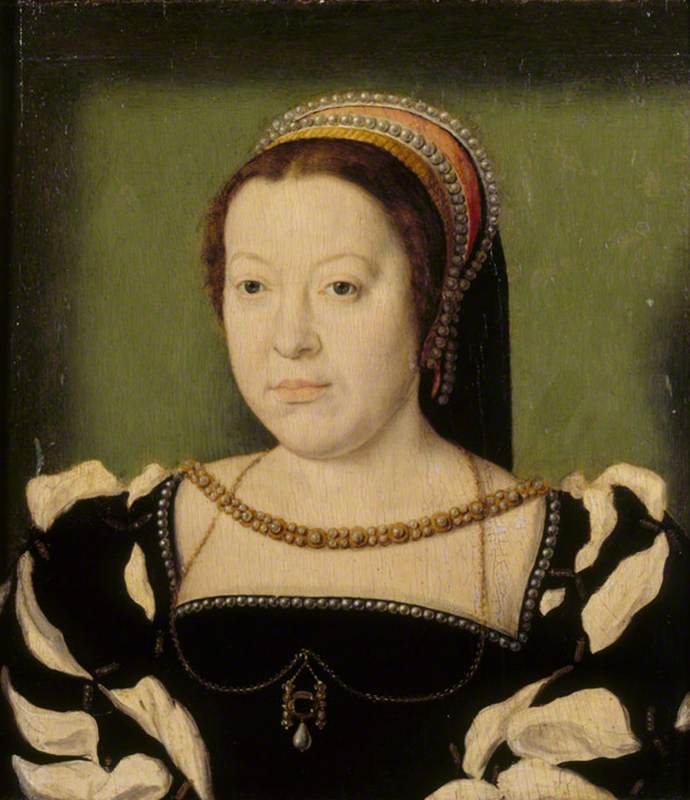
Portrait de Catherine de Médicis par Corneille de Lyon (vers 1536).

Mais Catherine et Henri n'ont toujours pas d'héritier (ils mettront dix ans à en avoir un). Pour Catherine, la menace de répudiation plane dès 1536, année durant laquelle on estime qu'Henri et Diane sont, à respectivement 17 et 36 ans, devenus amants, mais elle reçoit l'inattendu appui de sa rivale, qui est aussi et à la fois sa cousine et celle de son mari. Elle laisse Henri arborer partout les couleurs de Diane, dont il est profondément amoureux malgré l'écart d'âge de 19 ans.
Remarquée pour son intelligence, Catherine est appréciée par le roi, son beau-père. Partageant avec sa belle-sœur Marguerite de France un goût pour les arts et lettres, Catherine devient son amie. Avec la reine de Navarre, Marguerite d'Angoulême, elle participe à l'élévation culturelle de la cour, notamment par des compositions littéraires. C'est à cette époque que Catherine choisit son propre emblème : l'écharpe d'Iris (l'arc-en-ciel).
Alors qu'elle craint de plus en plus d'être répudiée, elle accouche finalement en janvier 1544 d'un héritier : François, futur François II de France. Sa naissance, suivie l'année suivante par celle d'une fille, baptisée Élisabeth, conforte la position de Catherine à la cour. À la mort de François Ier, le 31 mars 1547, Henri d'Orléans monte sur le trône sous le nom d'Henri II et Catherine devient reine de France. En novembre, Catherine met au monde son troisième enfant, une fille, prénommée Claude en hommage à la mère du roi.

### La reine de France

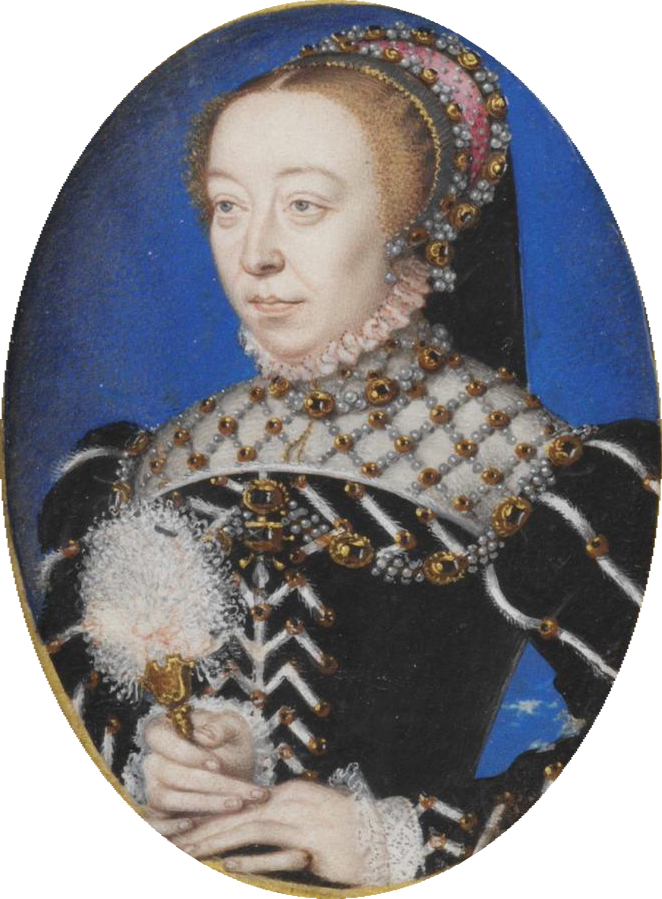
Portrait de Catherine de Médicis (vers 1555).

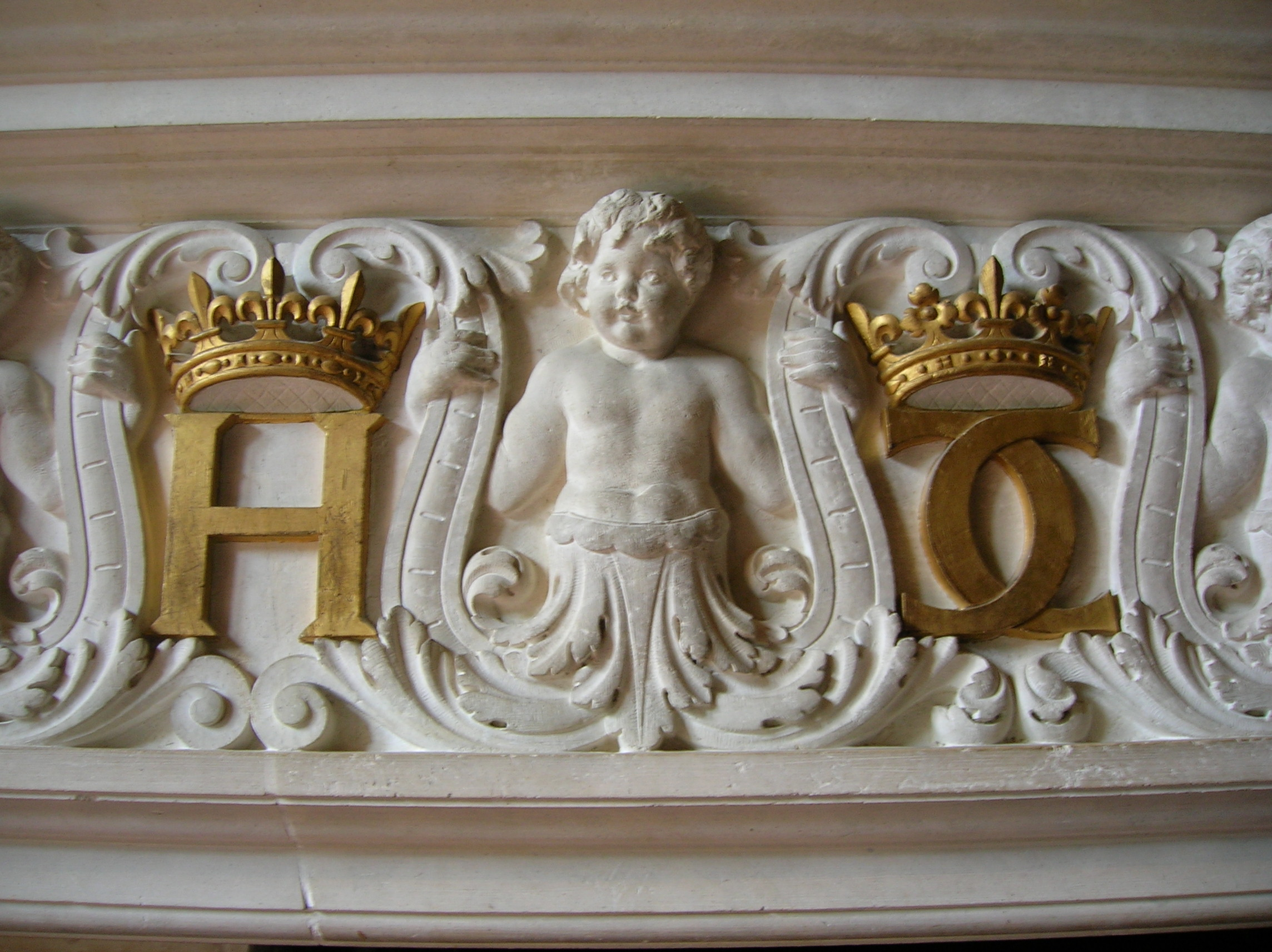
Monogrammes d'Henri II de France (à gauche) et de Catherine de Médicis sur une cheminée du château de Chenonceau.

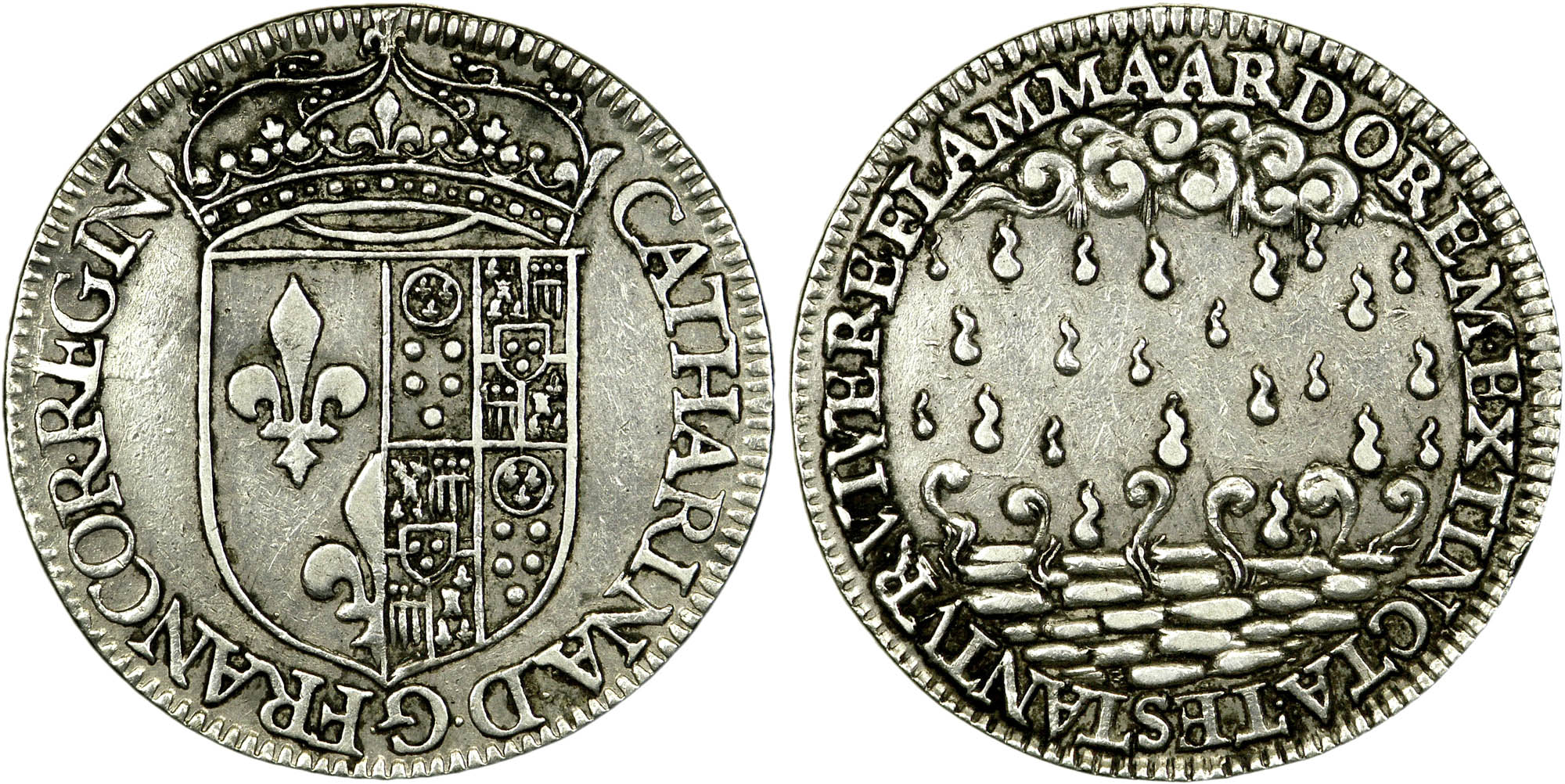
Jeton en argent sur Catherine de Médicis.

Le 10 juin 1549, Catherine est officiellement sacrée reine de France à la basilique de Saint-Denis. Le rôle qui lui est conféré à la cour consiste à procréer. En l'espace d'une quinzaine d'années, Catherine met au monde dix enfants, dont sept survivent. Les difficultés de l'accouchement de jumelles en 1557 achèvent ces maternités successives.
Dans sa maison, Catherine réunit autour d'elle une cour, où elle place de nombreux compatriotes italiens. Elle reste très attentive à la politique italienne de la France et protège les opposants au grand-duc de Toscane, qui se sont exilés dans le royaume. Elle incite Henri II à confier des responsabilités militaires ou administratives à ces Italiens, qui préfèrent servir la France plutôt que l'empereur. Parmi ces hommes, se trouvent Simeoni, le jeune Gondi (qui devient l'un des conseillers les plus influents de la reine dans les années 1570) et les cousins de Catherine, les frères Pierre et Léon Strozzi, qui s'illustrent au service du roi durant les guerres d'Italie.
À l'avènement d'Henri II, Catherine doit souffrir la présence de la favorite royale Diane de Poitiers. Bien que par respect pour elle, le roi lui cache ses infidélités, elle doit accepter que sa rivale prenne une place importante à la cour. Diane de Poitiers exerce une influence importante sur le roi et reçoit en contrepartie de nombreuses responsabilités. Elle obtient ainsi la charge de l'éducation des enfants royaux et le titre de duchesse de Valentinois. Catherine souffre de cette situation en silence. Dans le fameux duel (le coup de Jarnac) qui oppose La Châtaigneraie et Jarnac, Catherine prend le parti du second, celui de la duchesse d'Étampes, l'ennemie jurée de Diane.

Armes de Catherine de Médicis.

Catherine obtient des responsabilités quand le roi reprend la guerre, en 1552, contre Charles Quint et s'absente pour mener les opérations dans l'est du royaume. Catherine est nommée régente et avec l'aide du connétable Anne de Montmorency, elle assure l'approvisionnement et le renforcement des armées. Elle intervient également en 1557, après le désastre de Saint-Quentin. Elle est envoyée par le roi demander à la ville de Paris l'argent nécessaire pour poursuivre la campagne. Enfin, Catherine ne manque pas de désapprouver ouvertement la paix signée les 2 et 3 avril 1559 au Cateau-Cambrésis qui fait perdre l'essentiel des possessions italiennes à la France et met un terme à sa politique d'ingérence en Italie. Elle marque par là son opposition au connétable et son rapprochement avec le clan des Guise.
Le traité est suivi par des festivités au cours desquelles des mariages princiers doivent venir renforcer les alliances politiques tout juste conclues. Alors que sa seconde fille, Claude, avait épousé en février le duc Charles III de Lorraine, sa fille aînée Élisabeth épouse le roi Philippe II d'Espagne et sa belle-sœur Marguerite épouse le duc Emmanuel-Philibert de Savoie : le premier mariage est célébré par procuration à Notre-Dame de Paris le 22 juin, et le second a lieu le 10 juillet alors que le roi est sur son lit de mort. Celui-ci a, en effet, été blessé à la tête le 30 juin par le capitaine de sa garde écossaise, Gabriel de Montgommery, lors d'un tournoi donné à l'occasion des noces, et meurt après plusieurs jours d'agonie ce même 10 juillet.

### Enfants
Son mariage avec Henri II à l'âge de quatorze ans demeure longtemps stérile, des malformations génitales de l'un et l'autre (maladie de Lapeyronie, rétroversion utérine) en étant à priori la cause. Catherine finit par mettre au monde son premier enfant à l'âge de vingt-quatre ans et demi. Elle accouche de dix enfants en vingt-cinq ans et demi de mariage :
- François II (19 janvier 1544 - 5 décembre 1560). Dauphin de France dès 1547, à la mort de son grand-père François Ier, il devient roi de France en 1559 à la mort de son père. Il épouse la reine d’Écosse Marie Stuart en 1558. Il n'a aucune descendance ;
- Élisabeth de France (2 avril 1545 - 3 octobre 1568). Elle devient reine d'Espagne en épousant Philippe II en 1559. Elle lui donne cinq enfants ;
- Claude de France (12 novembre 1547 - 21 février 1575). Elle devient duchesse de Lorraine en épousant Charles III de Lorraine en 1559 dont elle a neuf enfants ;
- Louis de France (3 février 1549 - 24 octobre 1550). Duc d'Orléans sous le nom Louis III, il meurt âgé d'un an et huit mois ;
- Charles IX (27 juin 1550 - 30 mai 1574). Duc d'Orléans à la suite du décès de son frère Louis, il devient roi de France en 1560 à la mort de son frère ainé François II. Il épouse Élisabeth d'Autriche en 1570 dont il n'a qu'une fille ;
- Henri III (19 septembre 1551 - 2 août 1589). Il est titré successivement duc d'Angoulême à sa naissance, duc d'Orléans en 1560, duc d'Anjou en 1566 pour devenir roi de Pologne en 1573. Roi de France en 1574 à la mort de son frère Charles, il épouse Louise de Lorraine-Vaudémont en 1575. Il n'a pas de descendance ;
- Marguerite de France (14 mai 1553 - 27 mars 1615). Elle devient reine de Navarre en 1572, puis reine de France en 1589 en épousant Henri IV mais ne lui donne pas d'enfants ;
- François de France (18 mars 1555 - 10 juin 1584). Duc d'Alençon, il devient duc d'Anjou en 1576. Il est comte de Touraine, duc de Brabant et duc de Château-Thierry ;
- Victoire de France (24 juin 1556 - 17 août 1556). Au contraire de sa jumelle Jeanne, elle meurt à Saint-Germain-en-Laye à deux mois ;
- Jeanne de France (24 juin 1556). Elle vient au monde mort-née.

### Le règne deFrançoisII

#### Le deuil de la reine

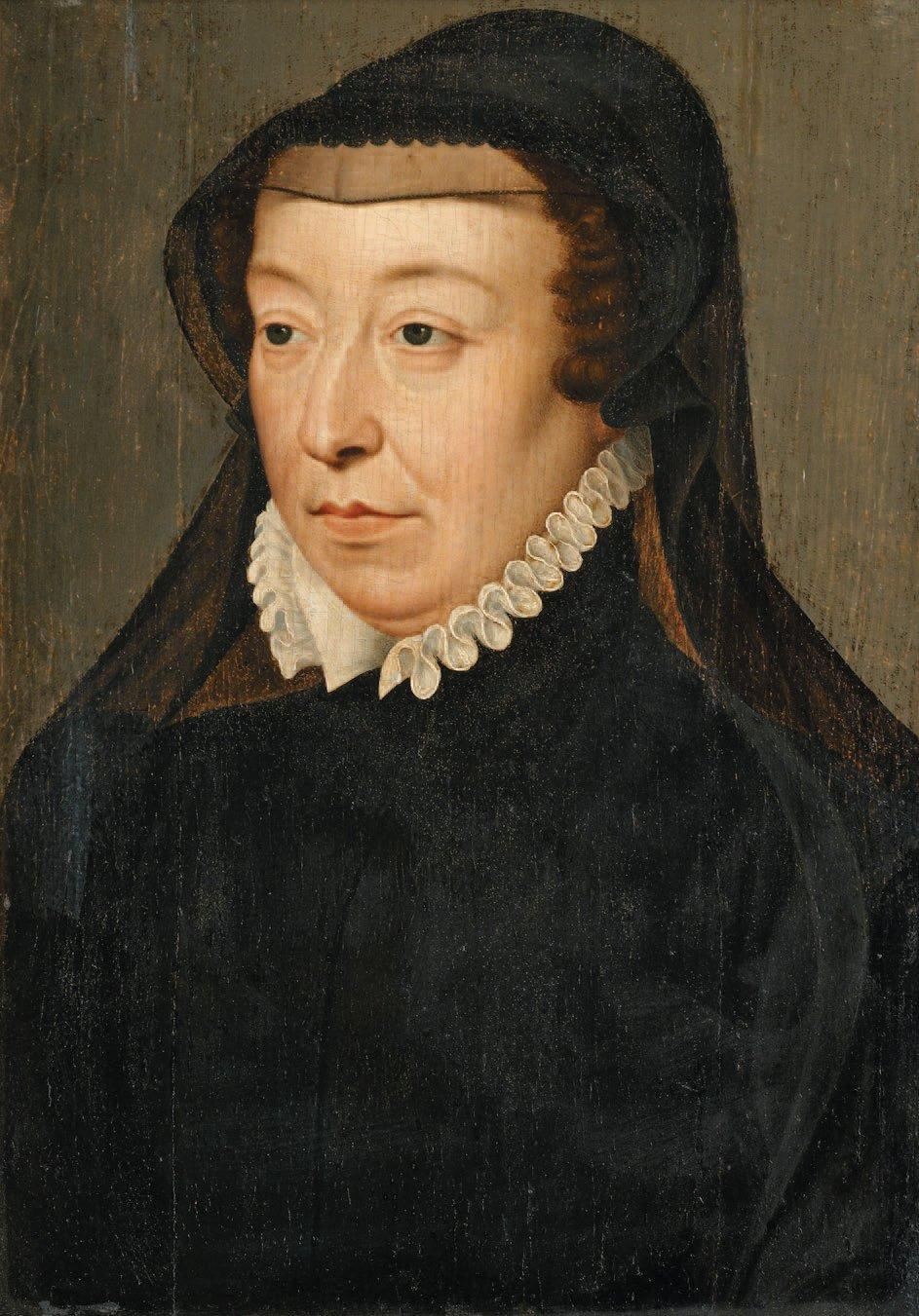
Catherine de Médicis représentée en tenue de deuil, à l'âge de 40 ans environ.

Lorsque son fils François monte sur le trône, Catherine de Médicis lui recommande de confier les rênes du gouvernement à la famille de son épouse : les Guise. Issus de la maison de Lorraine et apparentés à la famille royale, les Guise sont riches et puissants. Ils ont su se faire une place de première importance à la cour et leur sœur Marie de Guise, la mère de la nouvelle reine, est régente d'Écosse pour sa fille.
Catherine les soutient et approuve la mise à l'écart opérée par eux du connétable et de Diane de Poitiers. Elle-même intervient dans la redistribution des faveurs royales en échangeant avec l'ancienne favorite le château de Chenonceau contre celui de Chaumont. Par l'ascendant qu'elle exerce sur le jeune roi, Catherine joue un rôle central au sein du conseil royal, mais profondément atteinte par la mort de son époux, elle reste en retrait par rapport aux Guise, qui détiennent la réalité du pouvoir.
Les contemporains ont souligné la douleur extrême manifestée par la reine à la mort du roi. Pour marquer son chagrin, Catherine choisit de ne plus s'habiller qu'en noir (alors que le deuil se marquait traditionnellement en blanc) et arbore désormais un voile qu'elle ne quitte plus. La souffrance qu'entraîne chez elle le souvenir de son défunt époux la pousse même à ne pas assister au sacre de son fils le 18 septembre 1559. Catherine change son emblème : la lance brisée, avec la devise : « De là viennent mes larmes et ma douleur » (Lacrymae hinc, hinc dolor).

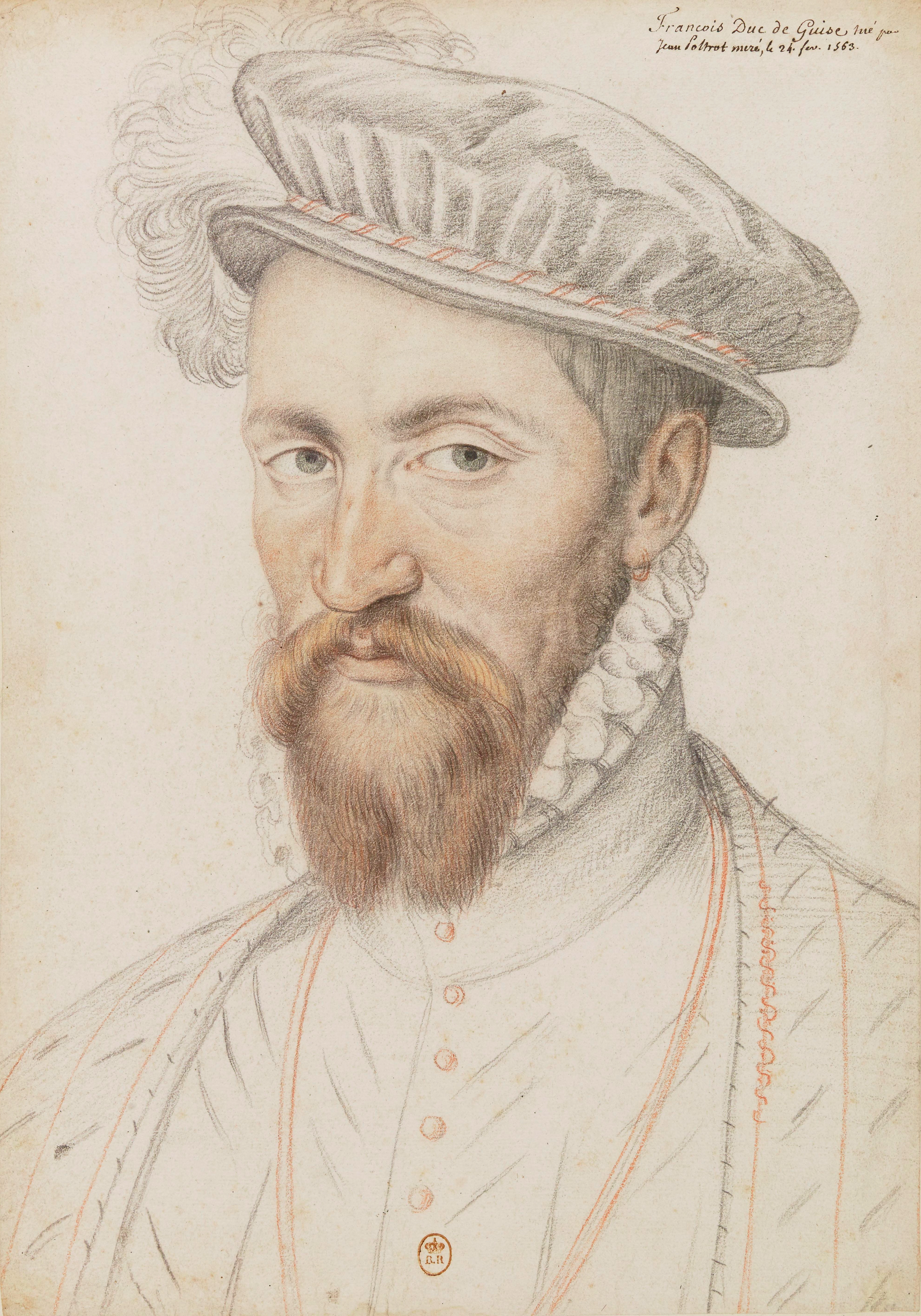
François, duc de Guise, Paris, BnF, département des estampes, XVIe siècle..
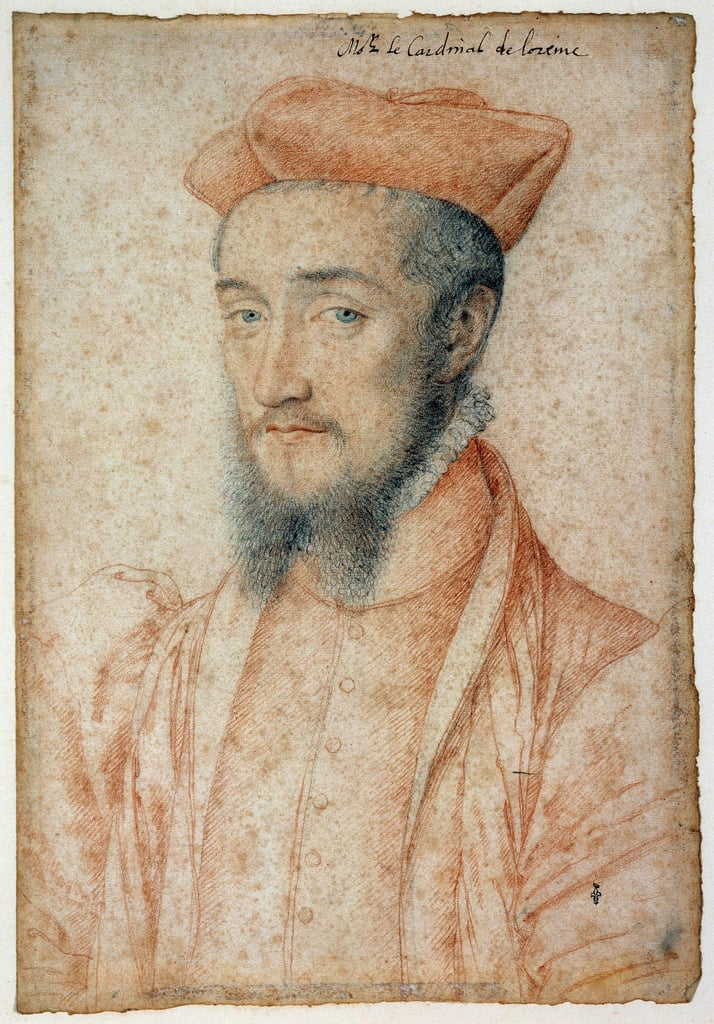
Charles, cardinal de Lorraine, école de François Clouet, Chantilly, musée Condé.

#### Le problème protestant

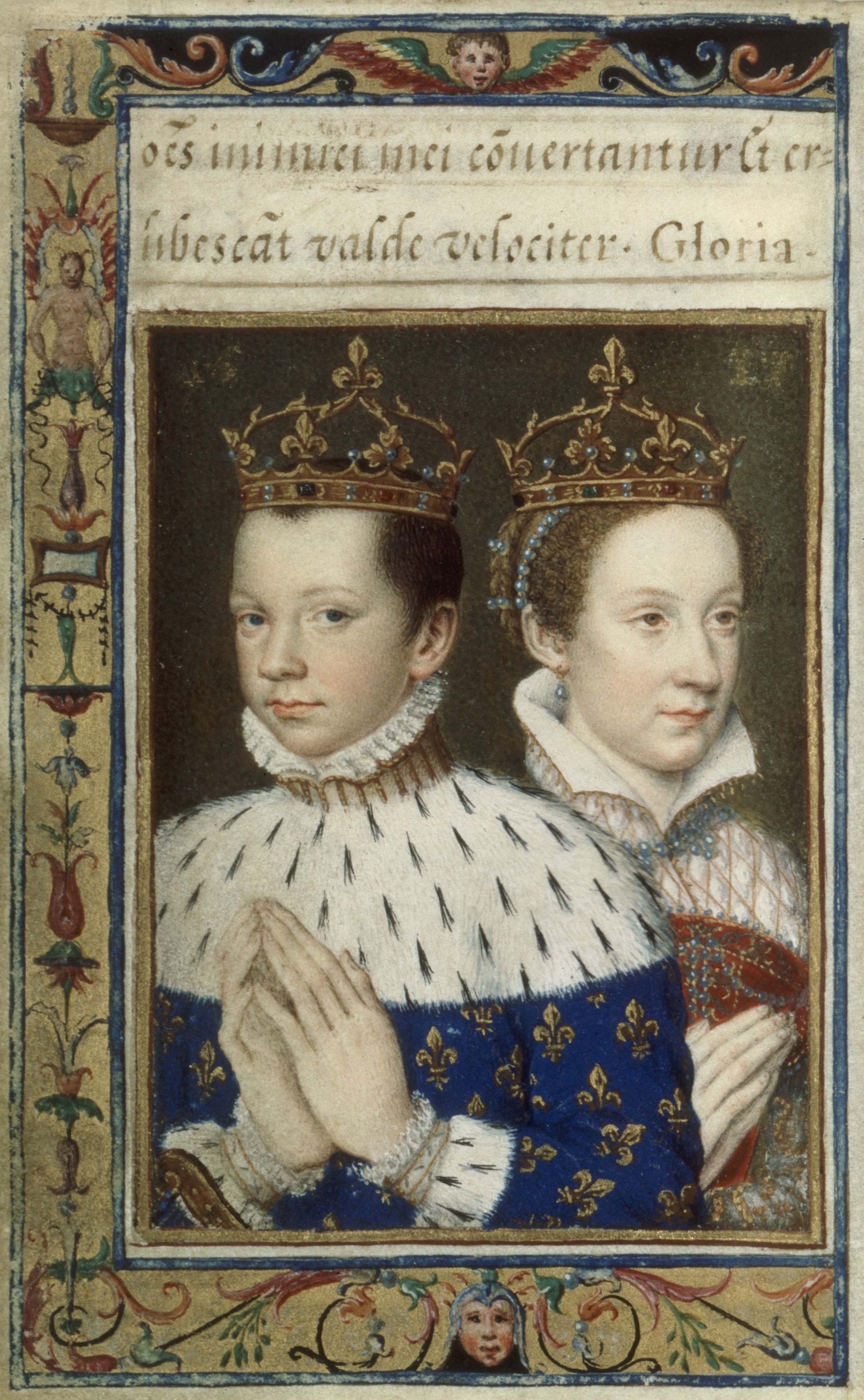
François II (roi de France) et Marie Stuart dans le livre d'heures de Catherine de Médicis.

Le règne de François II est marqué par la montée des violences religieuses. Auparavant, Henri II a réprimé très sévèrement le protestantisme. La mort de ce dernier encourage les protestants à réclamer la liberté de conscience et celle du culte. Bien que leur chef Calvin condamne la violence, une minorité de réformés veulent en découdre par la force. Devant la menace grandissante, les Guise sont favorables à une politique de répression.
À la mort de son époux, Catherine de Médicis est considérée par certaines autorités protestantes comme une personne ouverte d'esprit et sensible à l'injustice. Sous l'influence de ses amies les plus proches, attirées par la réforme protestante (la princesse Marguerite, la duchesse de Montpensier et la vicomtesse d'Uzès), et prenant conscience elle-même de l'inutilité de la répression, elle entame dès la mort du roi un dialogue avec les protestants. Elle se dit prête à accepter leur présence à la condition qu'ils restent discrets et qu'ils ne s'assemblent pas (et ainsi éviter l'agitation dans la population). Progressivement, elle devient face aux Guise le plus ferme soutien des partisans de la tolérance civile (appelés aussi moyenneurs).
Catherine demeure toutefois étrangère à la religion nouvelle. Heurtée par l'injonction des prédicateurs, elle approuve pleinement la sanction des fauteurs de trouble. Touchée personnellement par des pamphlets injurieux déposés chez elle lors de la conjuration d'Amboise, elle appuie la répression par les Guise des rebelles huguenots qui avaient attaqué la résidence royale.

#### L'entrée en scène de Catherine de Médicis
L'ampleur du mécontentement provoqué par les Guise au printemps 1560 oblige ces derniers à céder davantage de pouvoir à Catherine de Médicis. Jusqu'alors réservée et marquée par la douleur du deuil, la reine mère prend davantage part aux affaires. La montée du parti modérateur accroît son influence politique et le parti de la répression est contraint de l'écouter davantage. Elle s'entoure de conseillers modérés favorables à la Réforme et favorise leurs idées au sein du conseil royal. Parmi eux se trouvent des hommes d'Église comme Jean de Morvillier, Jean de Monluc (suspecté par Rome de protestantisme) ainsi que Paul de Foix (arrêté par le roi l'année précédente avec Anne de Bourg).
En juin, elle permet au juriste Michel de L'Hospital, opposant à la répression, d'être nommé chancelier de France. En août, elle parvient à réunir à Fontainebleau une assemblée de notables pour discuter des problèmes du royaume et appuie, malgré l'hostilité du pape, la tenue d'un concile national pour réformer l'Église de France.
La mort de son fils François II, le 5 décembre 1560, la meurtrit profondément mais lui permet de prendre en main les rênes du pouvoir.

### Le règne deCharlesIX

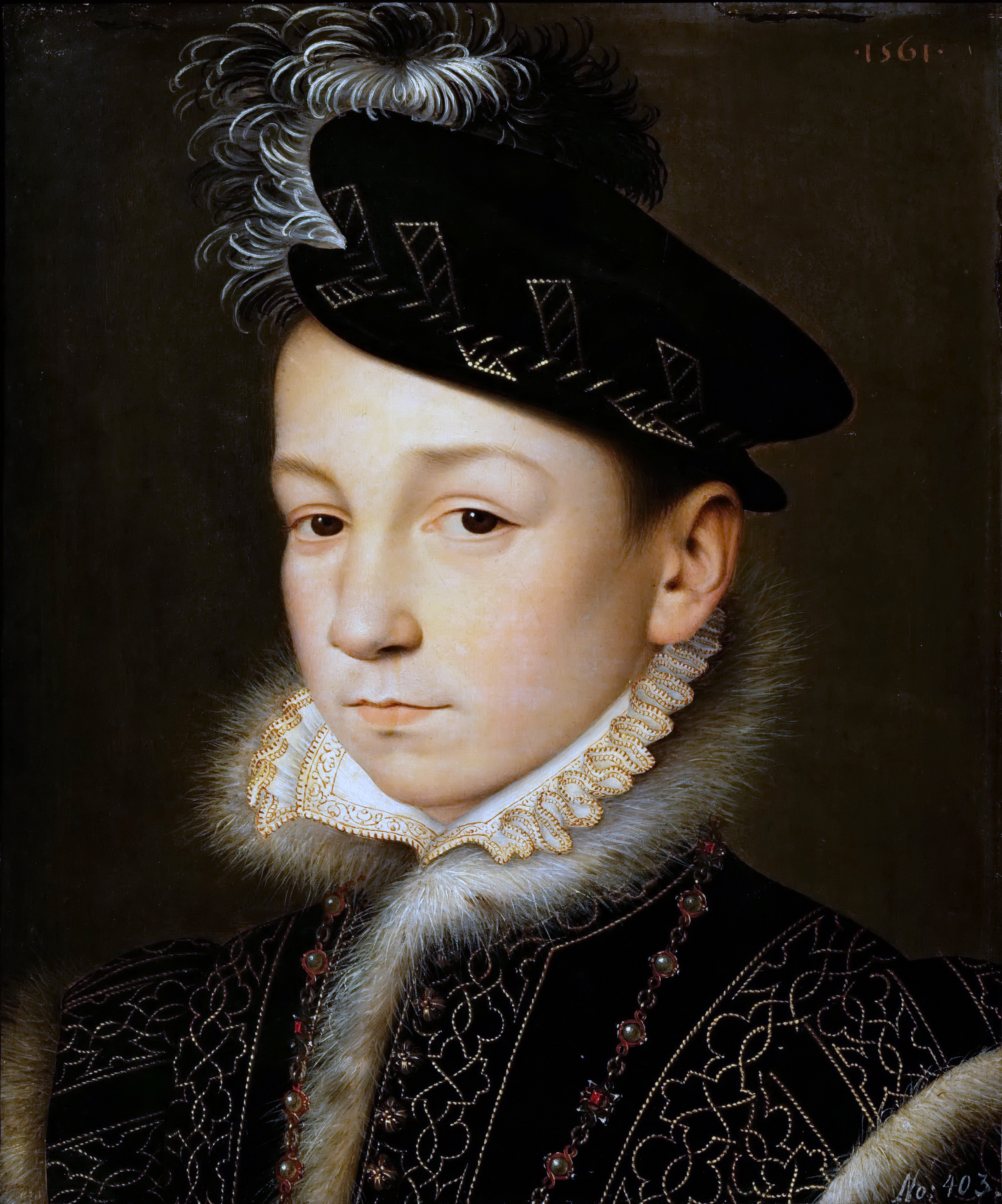
L'enfant-roi Charles IX (roi de France).

Le frère cadet du roi monte sur le trône sous le nom de Charles IX. Comme il n'a que dix ans et est donc encore mineur, Catherine de Médicis est déclarée gouvernante de France. Face aux troubles religieux, elle met en place avec le soutien de conseillers modérés une politique de conciliation. L'échec de sa politique la conduit toutefois à durcir à plusieurs reprises sa position à l'égard des protestants.

#### Une politique de conciliation

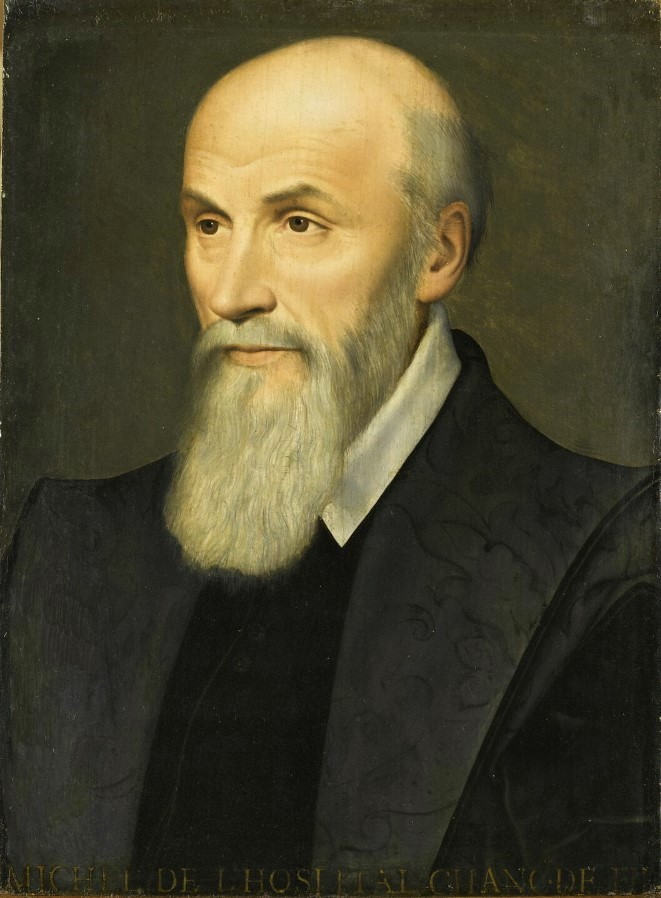
Portrait du chancelier Michel de L'Hospital, musée du Louvre, seconde moitié du XVIe siècle.

Catherine de Médicis est inspirée par deux courants : l'érasmisme, orienté vers une politique de paix, et le néoplatonisme, qui prône la mission divine du souverain pour faire régner l'harmonie dans son royaume. L'émergence de Catherine de Médicis et de Michel de L'Hospital sur la scène politique induit un relâchement de la pression sur les réformés. Ceux-ci dévoilent au grand jour leur foi et la cour installée au château de Saint-Germain voit l'arrivée en grand nombre de « schismatiques ».
Pour améliorer le sort de ses sujets prêts à s'entredéchirer, Catherine de Médicis multiplie les tractations et les assemblées de décision. Dès décembre 1560, des États généraux regroupant les trois ordres de la société sont tenus à Orléans. Ils siègent de nouveau durant l'été 1561. Enfin au mois de septembre de cette même année a lieu le Colloque de Poissy destiné à réconcilier la religion catholique et la religion protestante. En agissant ainsi, Catherine de Médicis se met à dos le pape Pie IV et les catholiques intransigeants, mais elle demeure très optimiste quant à l'évolution de la situation.
Pour finir, le 17 janvier 1562, Catherine de Médicis promulgue l'Édit de janvier, qui constitue une véritable révolution, puisqu'il remet en cause le lien sacré entre unité religieuse et pérennité de l'organisation politique. L'Édit de janvier autorise en effet la liberté de conscience et la liberté de culte pour les protestants, à condition que ceux-ci restituent tous les lieux de culte dont ils se sont emparés. Cet édit fait partie de la politique de concorde voulue par Catherine de Médicis et Michel de L'Hospital. Pour eux, les réformés ne sont pas la cause du mal qui s'est abattu sur la terre, mais un agent de conversion que Dieu a envoyé pour éveiller l'humanité à la conscience de son péché. Pour elle, la mission des dirigeants politiques consiste avant tout à briser le cycle des violences qui ravagent le royaume.
Mais l'Édit de janvier échoue à cause des antagonismes trop forts qui opposent protestants et catholiques. Un triumvirat composé des trois anciens favoris d'Henri II s'oppose à la politique de tolérance de la reine-mère. Antoine de Bourbon, roi de Navarre choisit le camp des catholiques. La position de la régente est difficile. Elle espère un soutien de la part du prince de Condé, le chef des protestants.

#### Entre guerres et paix

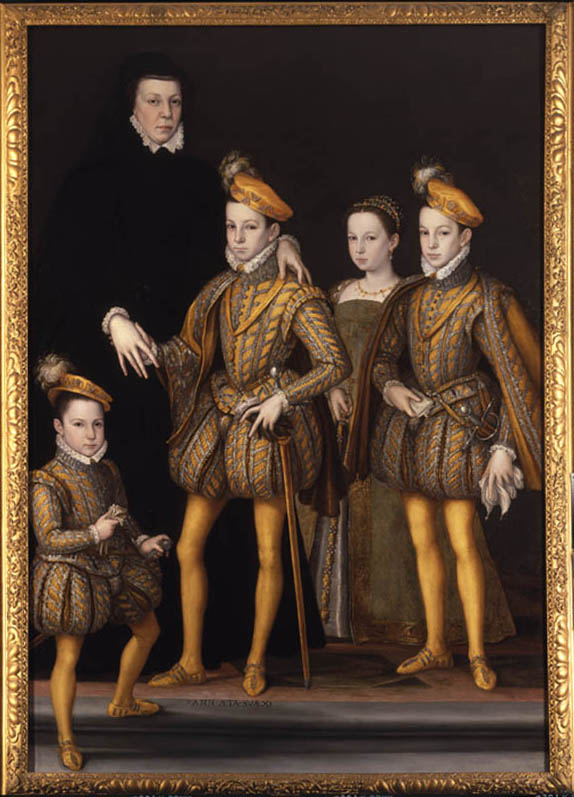
Catherine de Médicis et ses enfants.
Copie d'un tableau détruit par un incendie en 1940.

La reine mère refuse dans un premier temps la marche à la guerre que provoque en mars 1562 le massacre de Wassy. Elle se tient à l'écart des deux partis, jusqu'à ce que par un coup de force, François de Guise l'oblige à se placer sous sa protection. Le 31 mars, il débarque à Fontainebleau où se trouve la famille royale et la contraint à le suivre à Paris. Durant les mois de mai et de juin, Catherine tente encore de provoquer des rencontres entre les belligérants, mais finit par se résigner à la guerre devant la résolution des chefs militaires à en découdre.
Pendant plusieurs mois, elle intervient activement dans l'organisation logistique pour défaire les protestants. Elle se déplace également en personne au siège de Rouen. La mort et l'emprisonnement des principaux chefs de guerre lui permet finalement de ramener la paix. Tout en prenant ses distances avec les Guise, elle accorde aux huguenots la paix d'Amboise en mars 1563. L'édit prévoit déjà une certaine liberté de culte dans les maisons seigneuriales et dans les villes. En août 1563, Charles IX devient majeur. Catherine abandonne la régence, mais Charles IX la confirme immédiatement dans ses pouvoirs. Pour Catherine, l'heure est à la reconstruction, car la guerre civile a entraîné de très profondes destructions.
Les grandes fêtes de Fontainebleau marquent le départ du « grand tour de France » qu'entreprend la famille royale à partir de 1564. Pendant 28 mois, la reine mère parcourt la France pour montrer le roi à son peuple, faire oublier les dissensions religieuses et imposer ses édits de paix. Son but est également de provoquer la rencontre des chefs d'État européens et de relancer un nouveau concile. La reine mère n'avait pas accepté que lors du concile de Trente, les protestants n'aient pas été invités. Le voyage est une succession d'entrées royales. Il se termine le 1er mai 1566 à Moulins.
Après quatre années de paix, le conflit religieux reprend. En 1567, le prince de Condé tente de s'emparer du roi par surprise. C'est la « surprise de Meaux » : Charles IX et Catherine se réfugient à Paris, stupéfaits de la trahison du chef des protestants. Catherine impute au chancelier L'Hospital l'échec de la politique de tolérance civile et le renvoie en mai 1568. Le pouvoir royal décide d'en finir avec les rebelles et de terribles guerres s'ensuivent, ruinant le pays.
Les deux armées arrivent à bout de forces en 1570. Catherine pousse les protestants à accepter la paix de Saint-Germain-en-Laye, qui leur accorde une liberté de culte très limitée.

#### Le massacre de la Saint-Barthélemy

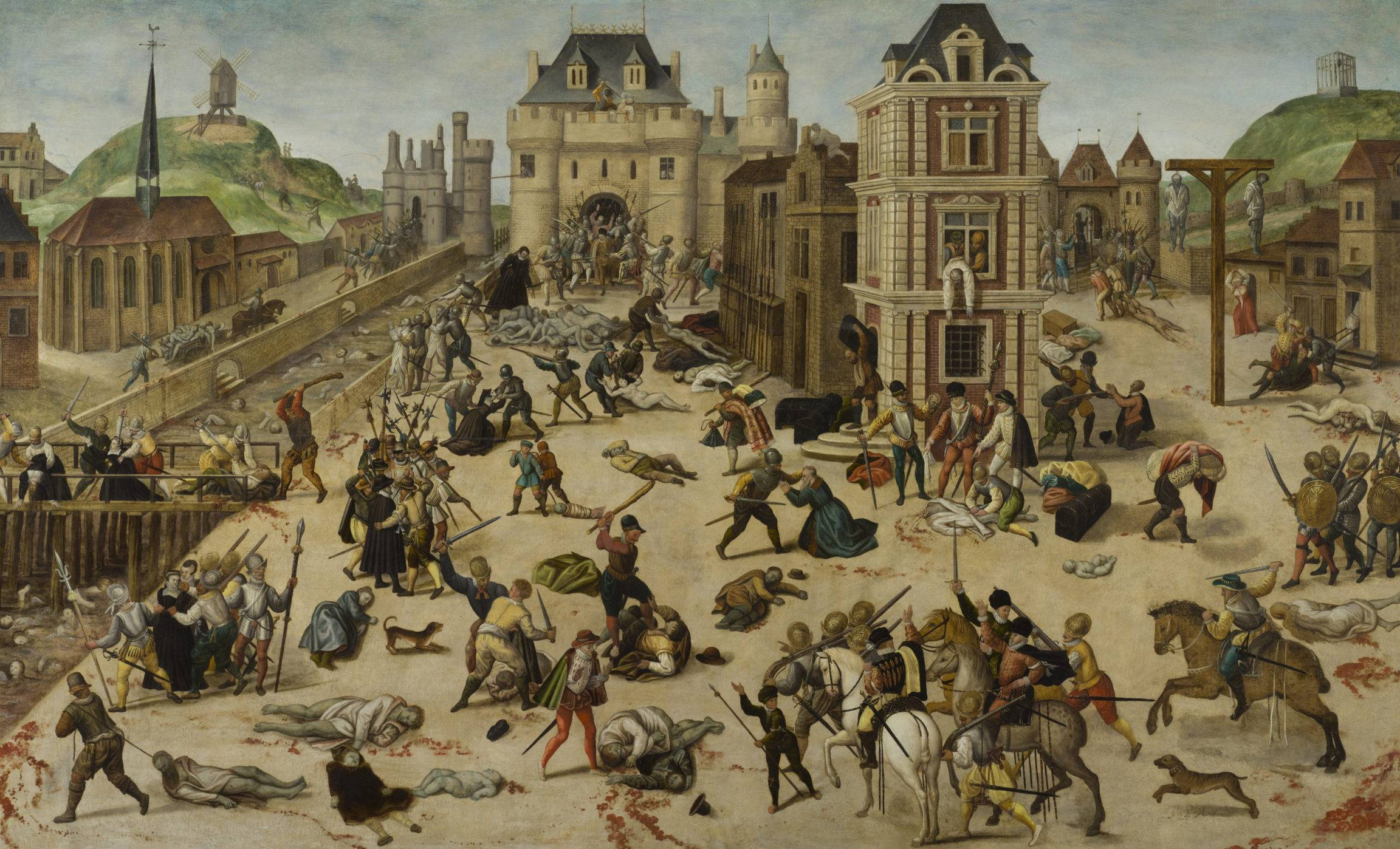
Le Massacre de la Saint-Barthélemy de François Dubois, musée cantonal des Beaux-Arts de Lausanne.

Pour concrétiser une paix durable entre les deux partis religieux, Catherine tente d'organiser le mariage de sa fille, Marguerite avec le prince protestant Bourbon Henri de Navarre. Après la consécration des Espagnols à la bataille de Lépante, Catherine se rapproche des puissances protestantes en établissant une alliance avec Élisabeth d'Angleterre avec qui elle aimerait marier l'un de ses fils, et en promettant à Louis de Nassau le soutien de la France aux révoltés des Pays-Bas. La mort, en juin 1572, de la reine de Navarre Jeanne d'Albret, une importante rivale politique du côté protestant, l'arrange. Elle doit encore contrer l'influence, auprès de Charles IX, de l'amiral de Coligny : ce chef militaire des protestants exige que la France intervienne directement contre l'Espagne dans la guerre aux Pays-Bas, ce que Catherine veut éviter à tout prix.
À la suite de l'attentat manqué contre Coligny le 22 août 1572, Catherine semble avoir choisi, sur le conseil de certains membres de son entourage, de convaincre le roi de faire tuer les principaux chefs huguenots présents à Paris pour les noces. L’amiral Gaspard de Coligny II, ainsi que La Rouchefoucald, Téligny, Nompar de Caumont et Soubise sont abattus. Le massacre, dit de la Saint-Barthélemy, commence dans la nuit du 23 au 24 août 1572. En dépit des ordres du roi et de sa mère pour l'arrêter, il s'étend les jours suivants, avec l'aide du peuple excité par quelques prédicateurs catholiques, à tous les protestants parisiens, puis les mois suivants en province. Il fait plusieurs milliers de victimes.
Le massacre de la Saint-Barthélemy a suscité un important débat historiographique. Des thèses historiques contradictoires se sont longtemps affrontées sur la responsabilité de la reine dans ce massacre. Aujourd'hui, les historiens n'estiment plus que le massacre ait pu être prémédité. Face à une situation explosive, la reine et le roi se seraient résolus à prendre une décision exceptionnelle.
Ce massacre, qui fait plusieurs milliers de victimes à Paris puis en province, pèse lourd sur la popularité de Catherine chez les protestants et dans l'Histoire. Catherine prend le parti de rompre avec sa politique de concorde et fait contraindre les protestants à revenir à la religion catholique. Deux ans plus tard, Charles IX meurt d'une pleurésie.

### L'action artistique

#### Une politique culturelle au service de la monarchie
Catherine de Médicis poursuit la politique culturelle que son beau-père François Ier avait inaugurée. La cour de Catherine de Médicis est une succession de fêtes, de bals et de jeux. En février-mars 1564, la reine mère organise dans le parc du château de Fontainebleau les plus somptueuses fêtes que le royaume ait jamais connues.
Tout comme l'avait fait François Ier au camp du Drap d'Or, Catherine veut éblouir ses sujets. Des ballets et des spectacles mythologiques mettent en scène la politique de tolérance de la reine ainsi que la gloire de la France et de la maison royale. Les enfants de Catherine participent aux danses et se travestissent dans des spectacles qui soulignent l'unité de la famille royale.
Catherine de Médicis s'entoure de femmes ravissantes (son « escadron volant ») qui attirent à la cour les hommes et les amènent à abandonner le parti de la guerre pour celui de la paix. Si elle encourage les festivités et laisse la mode suivre son cours, la reine mère se montre toujours rigoureuse sur la moralité de sa cour et surveille la vertu de ses filles d'honneur. Lorsque l'une d'entre elles, Isabelle de Limeuil, devient enceinte du prince de Condé (1564), le scandale provoqué lui attire les foudres de la reine mère qui la chasse improprement. Elle rédige en 1564 une lettre pour son fils « pour la police de Cour et pour le gouvernement », série de conseils qui établit l'emploi du temps d'un roi et la manière de s'occuper de sa cour.
Excellente cavalière, on lui attribue parfois l'importation en France de la manière de monter en amazone. Elle a imposé le corset et le caleçon lors des promenades à cheval aux dames de sa cour.
Venue d'Italie accompagnée de cuisiniers, confiseurs et pâtissiers florentins, on raconte qu'elle introduit à la cour de France des légumes inconnus jusqu'alors, les haricots, les artichauts, les brocolis ou les petits pois et selon des traditions populaires, elle serait aussi à l'origine de la diffusion des asperges, des tomates, de l'épinard, de la fourchette, des macarons, du sorbet ou de la ganache, donnant naissance à la « révolution gastronomique française ». Toutefois, selon l'historien de l'alimentation Pierre Leclercq, l'influence prêtée à Catherine de Médicis relèverait de la légende.

#### Le mécénat

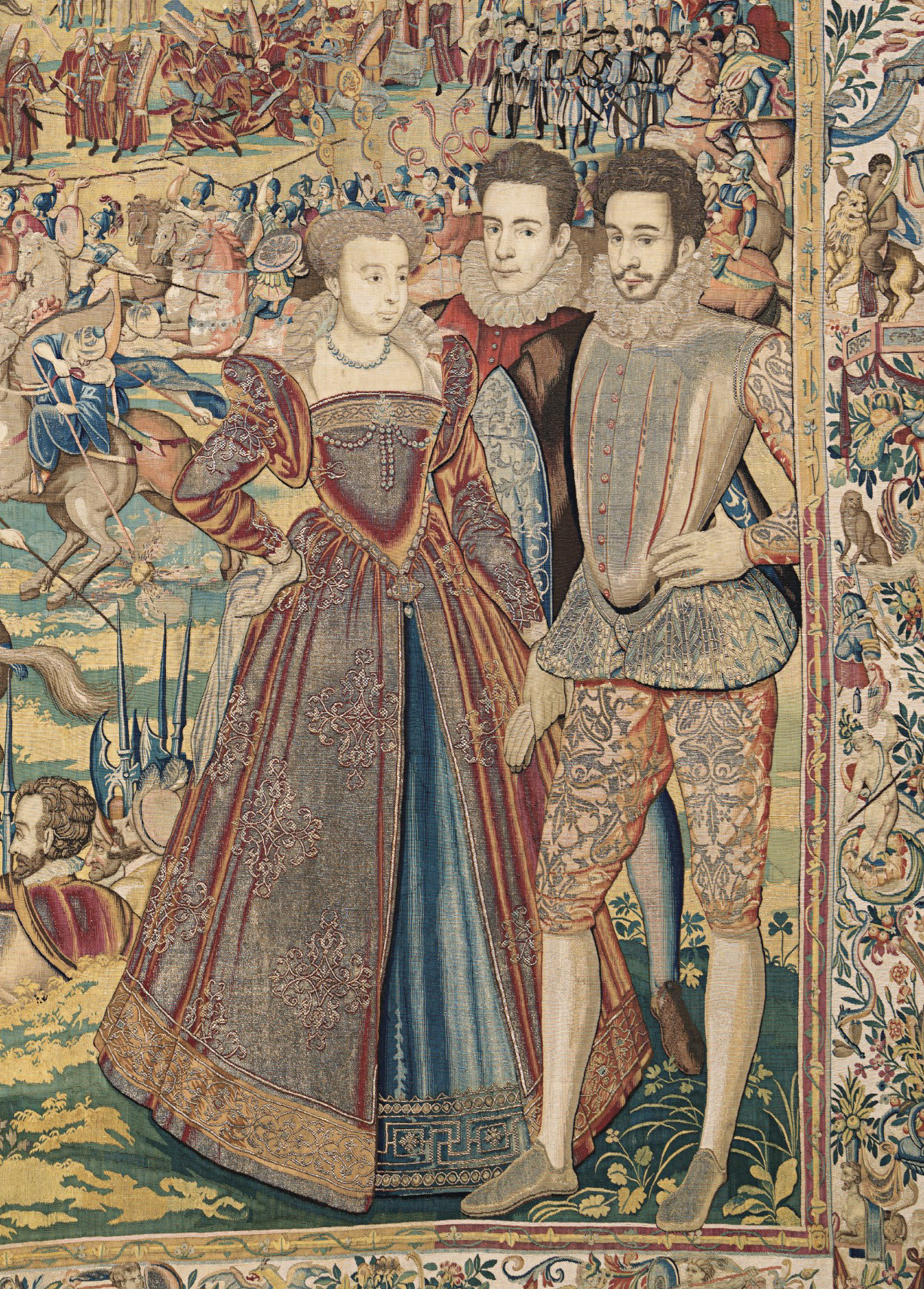
La tenture des Valois qui devait appartenir à Catherine, met en scène la famille royale et les mémorables festivités organisées par la reine-mère.
Galerie des Offices, Florence.

Héritière des goûts des Médicis pour les arts, Catherine de Médicis est considérée comme l'une des plus grands mécènes du XVIe siècle français. Elle tient à s'entourer d'artistes, de poètes, d'hommes de lettres et de musiciens qu'elle fait venir à la cour et pensionne à son propre service, ce qu'aucune reine de France n'a fait jusqu'alors. Sa politique de mise en scène de la monarchie se double d'une véritable passion pour les arts. Elle s'intéresse aussi bien à l'orfèvrerie et à la musique qu'à la peinture et l'architecture. Catherine de Médicis porte également un intérêt particulier pour le portrait français et multiplie le nombre de portraitistes à son service, parmi lesquels figurent François Clouet et les frères Dumonstier. À sa mort, sa collection de portraits comprend entre 600 et 700 dessins, aujourd'hui éparpillés dans le monde.
Catherine protège également les hommes de lettres comme Montaigne ou Ronsard. Elle porte un soin particulier à privilégier les artistes français, au lieu de faire appel à des artistes italiens comme il était d'usage chez les rois de France depuis le début de la Renaissance.
Aujourd'hui, il ne reste plus grand-chose de ses somptueuses collections. De son vivant, les visiteurs de marque ont pu venir les admirer dans son grand palais parisien, mais accaparées en partie par la Ligue à sa mort, elles sont aujourd'hui ou disparues ou dispersées.
Catherine a également mis en place une politique de construction et des transformations architecturales : elle fait édifier non loin du Louvre le palais des Tuileries par Philibert Delorme et fait agrandir le château de Chenonceau. Son plus grand chantier est celui du somptueux mausolée des Valois à Saint-Denis, construit à l'antique sous forme d'une rotonde qui tranche radicalement avec le style médiéval de la basilique. Aujourd'hui disparu, ce monument élevé à la gloire des derniers Valois devait contenir tous les gisants de ses enfants disposés autour du monument dédié à elle et à son époux. On y trouvait les trois gisants du couple royal dont ceux réalisés par le Primatice et Germain Pilon.
Excepté le château de Chenonceau, il ne reste rien de ses nombreux chantiers de construction. Le palais des Tuileries, le luxueux hôtel de la Reine, la chapelle des Valois à Saint-Denis et les châteaux de Montceaux et de Saint-Maur qu'elle appréciait beaucoup, ont tous disparu.

### Le règne d'Henri III
À l'âge de vingt-trois ans, le duc d'Anjou, quatrième fils de Catherine, succède à son frère sous le nom de Henri III. Connu pour être le fils préféré, et sans doute le plus intelligent, le nouveau roi entend gouverner par lui-même. Catherine continue d'exercer le pouvoir, mais elle ne peut plus agir sans le consentement du roi.

#### La redistribution des pouvoirs

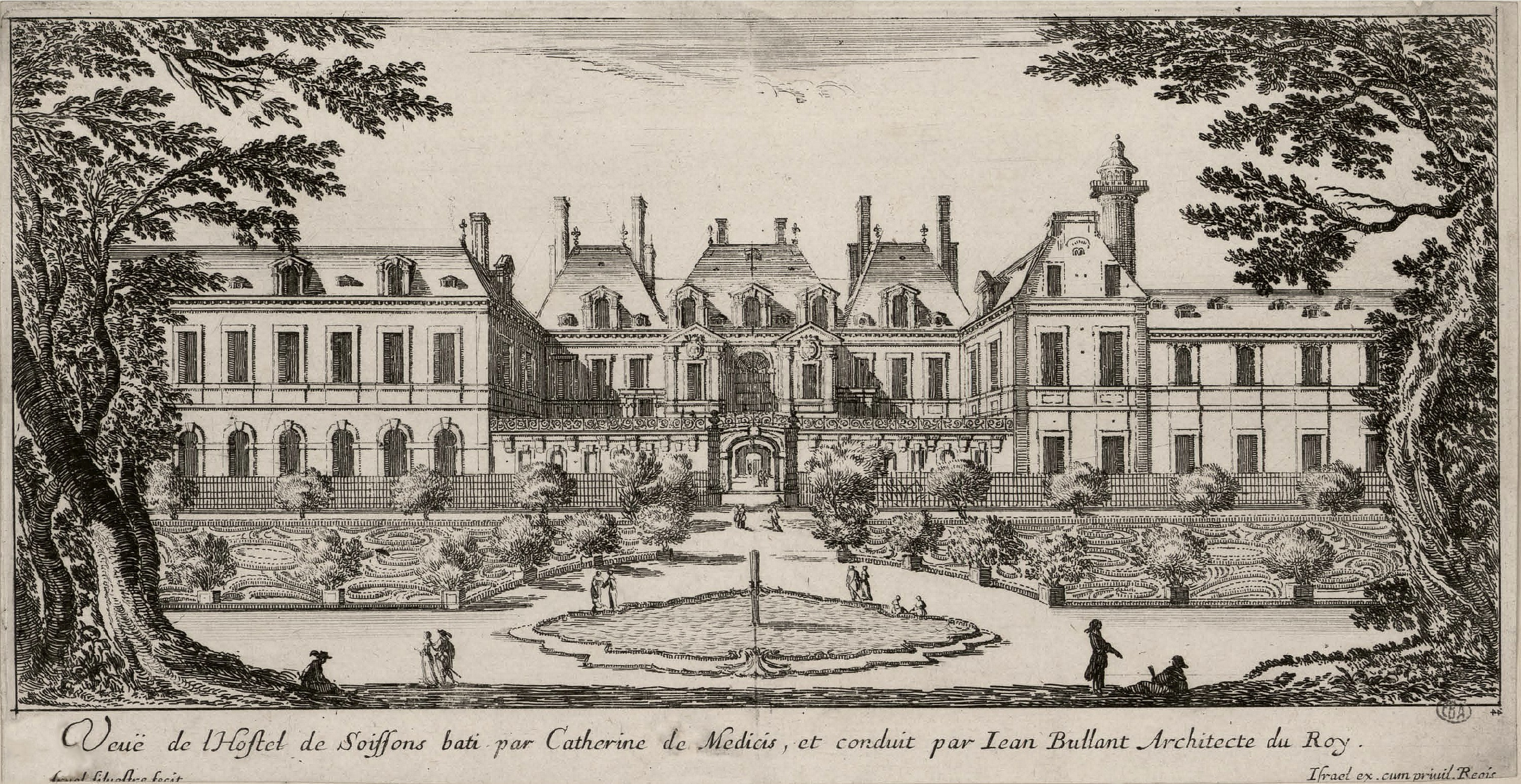
L'hôtel de la reine.

Comme le roi se trouve en Pologne quand meurt Charles IX, Catherine est déclarée régente par le parlement. Elle assure l'intérim du pouvoir et jusqu'au retour du roi en septembre 1574, elle tente de combattre les troubles qui paralysent le royaume. Elle se réjouit de la capture de Montgommery, l'homme qui avait accidentellement tué son mari et qui depuis combattait dans le camp réformé. Elle encourage la justice à procéder à son exécution, qui a lieu le 26 juin 1574.
Pendant son retour, le roi a commencé à répartir les postes publics aux membres de son entourage. Inquiète de voir lui échapper le contrôle du pouvoir, Catherine se déplace à sa rencontre et descend avec la cour jusqu'à Lyon. Elle entre en opposition avec son fils sur la distribution des dignités de la cour. Si elle parvient à maintenir auprès du roi certains de ses fidèles comme le comte de Retz, elle laisse le roi réorganiser l'étiquette à sa guise.
C'est une période tendue pour Catherine qui se remet mal de la mort de sa fille Claude, et qui entretient pendant quelques mois des rapports difficiles avec la nouvelle reine Louise de Lorraine que son fils épouse en février 1575. Catherine doit également accepter que son fils la décharge du pouvoir puisque contrairement à son prédécesseur, le roi entend régner par lui-même. Catherine de Médicis s'attriste quelque temps de se voir privée du pouvoir par son fils préféré.
Catherine éprouve, également, un sentiment d'hostilité envers les favoris du roi qui restreignent l'accès au souverain et prônent parfois une politique contraire à la sienne. Elle contribue notamment à la chute de Bellegarde (fin 1574).
À la même époque, elle fait construire par Jean Bullant, non loin de l'église Saint-Eustache, un hôtel particulier dans lequel elle s'installe en 1584. De ce palais, lieu de la cour très prisé pendant les années 1580, il ne reste aujourd'hui que la grande colonne astrologique, près de l'actuelle Bourse de commerce.

#### L'inlassable négociatrice

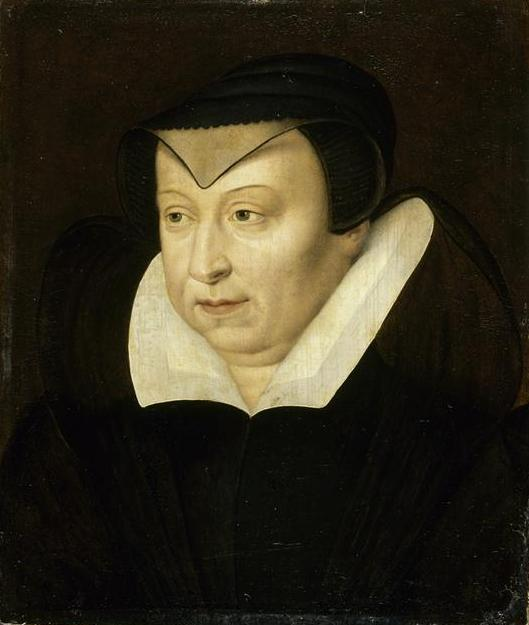
Catherine de Médicis représentée à la fin de sa vie, à 65 ans passés.

Sous le règne d'Henri III, Catherine demeure plus active que jamais au sein du gouvernement. Sa présence à la cour s'avère particulièrement utile pour raccommoder le roi avec François d'Alençon, son fils cadet, victime des calomnies répandues par les mignons de la cour. Elle n'hésite pas à poursuivre son jeune fils et à le ramener à la raison quand il s'enfuit et prend les armes en 1576.
Diplomate hors norme, elle intervient surtout pour accommoder ou modérer les partis ennemis. C'est elle qui mène les négociations et parcourt le royaume pour faire respecter les édits de paix et l'autorité du roi. En 1578, elle entame un nouveau tour de France au cours duquel elle rencontre son gendre Henri de Navarre devenu l'un des chefs protestants et le réconcilie avec sa fille Marguerite avec qui il s'était brouillé. En dépit de ses rhumatismes, Catherine continue son voyage en litière et à dos de mule. Se privant la plupart du temps de confort, elle traverse des régions aux mains des rebelles. Elle se rend en Languedoc où elle séjourne, en mai 1579, au château de Lavérune pour éviter la peste qui sévit sur la ville de Montpellier et en Dauphiné, où elle rencontre les chefs protestants. Toujours portée par son optimisme, elle espère même rejoindre son fils François en Angleterre pour arranger son mariage avec la reine Élisabeth Ire. À la fin de sa tournée, en 1579, Catherine se félicite d'avoir rétabli l'entente dans sa famille.
Dans les années 1580, elle intervient personnellement dans la succession au trône du Portugal et envoie une expédition navale pour aider les Portugais à reconquérir leur pays envahi par le roi d'Espagne. En dépit de ses réticences, elle finit par soutenir les projets de son fils François pour devenir le souverain des Pays-Bas.
À l'approche de ses soixante-dix ans, elle n'hésite pas à payer de sa personne. En 1585, elle part dans l'Est rappeler les Guise à l'ordre. En 1586, elle entame dans le sud-ouest des négociations avec son gendre Henri, roi de Navarre. Enfin, lors de la journée des Barricades, en 1588, elle n'a pas peur d'affronter la rébellion parisienne, en parcourant les rues de Paris à pied et en se frayant un chemin parmi les barricades. Par son combat, envers et contre tous, pour la concorde, Catherine de Médicis est devenue aux yeux de ses contemporains une personne hors du commun qui impose le respect. Cependant, son entêtement à se battre inutilement pour une cause qui semble perdue la discrédite aux yeux de ceux de ses sujets qui veulent en découdre avec leurs adversaires.

#### Échec et fin de vie

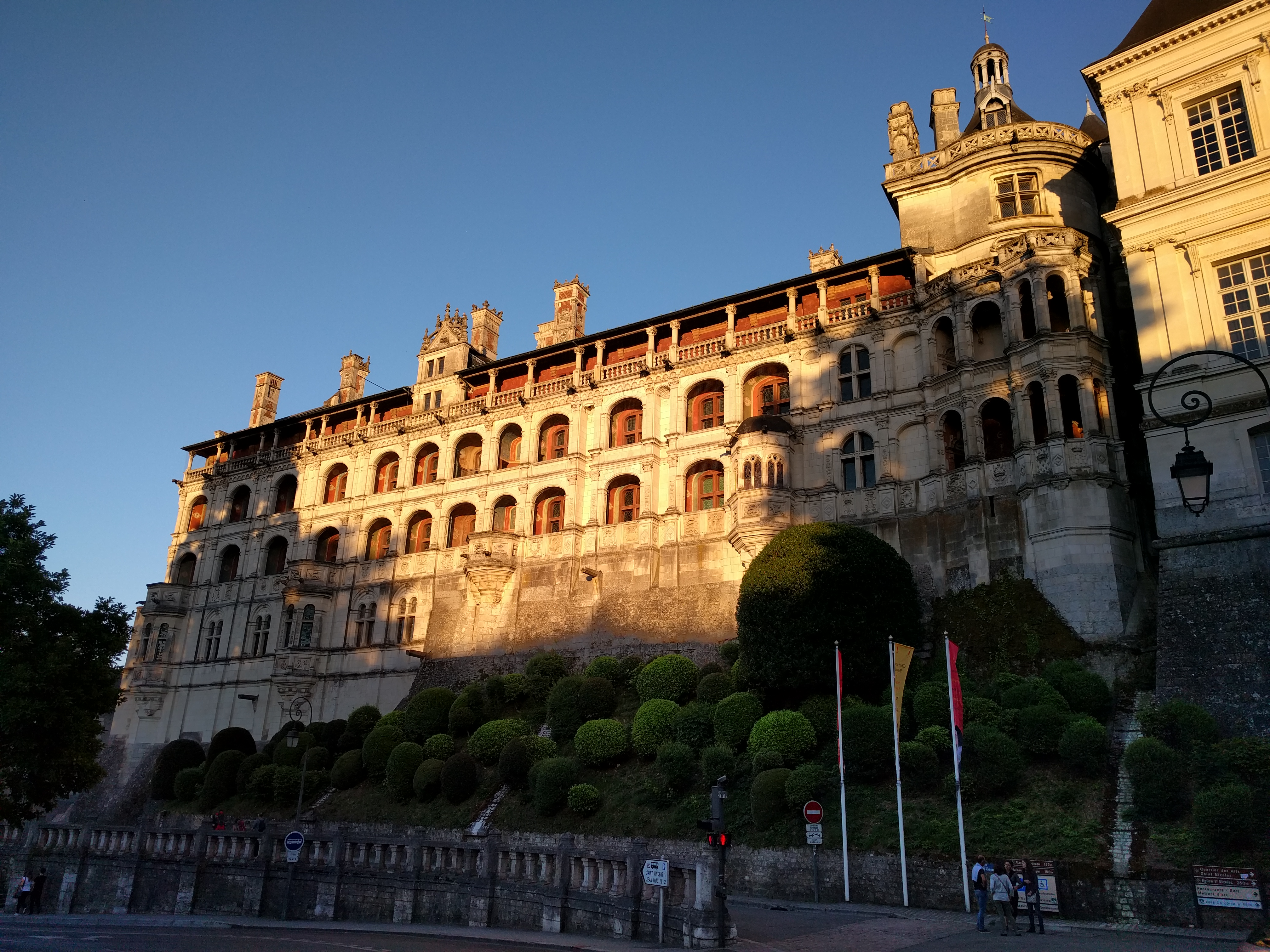
Catherine de Médicis meurt au château de Blois, le 5 janvier 1589.

La fin de la vie de Catherine est marquée par les préparatifs de mariage de sa petite-fille Christine de Lorraine, qu'elle élève depuis la mort de la duchesse Claude de Lorraine, sa mère, en 1575. Ses derniers mois s'assombrissent avec la montée en puissance de la Ligue catholique qui, à l'occasion de la journée des Barricades, prend possession de la ville de Paris. Prisonnière dans la ville, Catherine se fait l'intermédiaire du duc de Guise pour le réconcilier avec le roi, ce qu'elle croit avoir réussi, lorsqu'ils se retrouvent à Chartres. Catherine entreprend ensuite son ultime voyage lorsque la cour se rend à Blois pour la réunion des États généraux. À l'arrivée de l'hiver, Catherine prend froid. Sa santé se dégrade rapidement avec l'assassinat du duc de Guise qui l'inquiète, d'autant plus que le roi ne l'avait pas avertie. Le 5 janvier 1589, elle demande un confesseur, reçoit les derniers sacrements et meurt d'une pleurésie, entourée de l'amour des siens mais complètement abattue par la ruine de sa famille et de sa politique, à l'âge de 69 ans.
Comme la basilique de Saint-Denis est aux mains des ligueurs, elle ne peut profiter du somptueux tombeau qu'elle avait fait édifier dans la Rotonde des Valois jouxtant la basilique. Elle est enterrée en l'église Saint-Sauveur de Blois ; sa dépouille n'est transférée à Saint-Denis que vingt-deux ans plus tard. Mais en 1719, la Rotonde des Valois menace de tomber en ruine : le monument est détruit et le tombeau remonté dans le bras nord du transept de la basilique. Le 1er août 1793, les révolutionnaires profanent le tombeau et jettent les dépouilles du roi Henri II et de la reine Catherine de Médicis dans une fosse commune. Le 18 janvier 1817, sous la Restauration, les corps sont retrouvés et déposés dans l'ancien caveau de Turenne, en la basilique Saint-Denis.
Selon une anecdote célèbre au sujet de sa mort, une quinzaine d'années auparavant, vers 1571, son astrologue Côme Ruggieri lui aurait prédit qu'elle mourrait « près de Saint-Germain ». Catherine de Médicis, très superstitieuse, s'éloigna alors de tous les endroits rappelant de près ou de loin « Saint-Germain », pensant ainsi échapper à la funeste prédiction. Ainsi, par exemple, elle fit interrompre la construction du palais des Tuileries dépendant de la paroisse de Saint-Germain-l'Auxerrois et s'installa précipitamment en 1572 dans ce qui allait devenir l'hôtel de la Reine, dépendant de la paroisse de Saint-Eustache. Elle refusa également de se rendre au château royal de Saint-Germain-en-Laye. Mais le destin la rattrapa et, sur son lit de mort, lorsqu'elle demanda son nom au confesseur appelé auprès d'elle pour lui porter l'extrême-onction, celui-ci répondit : Julien de Saint-Germain.

Le tombeau de la reine et de son époux à Saint-Denis
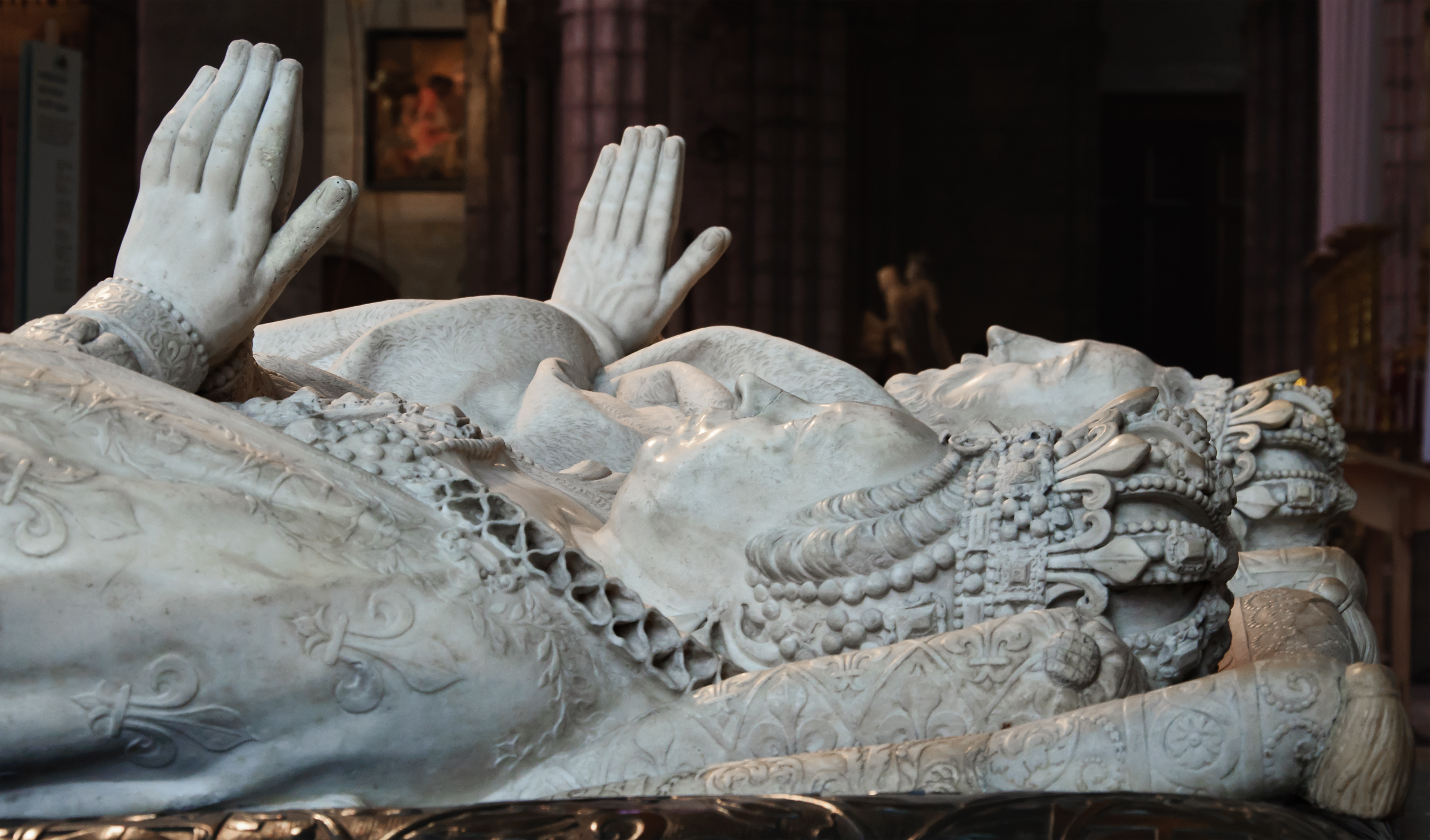
Gisants de Catherine de Médicis et Henri II par Germain Pilon (1583), basilique Saint-Denis.
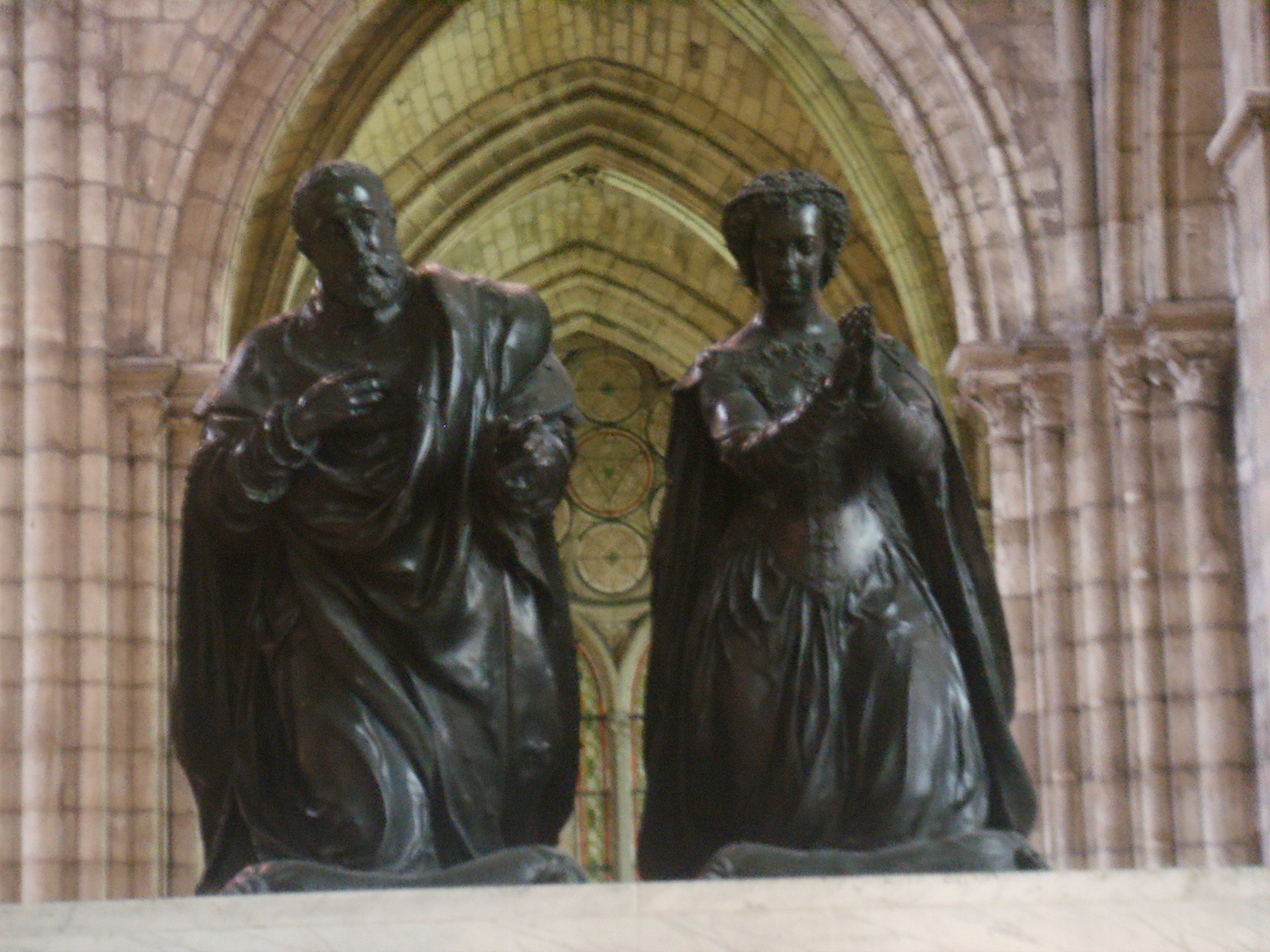
Tombe de Henri II et de Catherine de Médicis à la basilique Saint-Denis.

## La légende noire de Catherine de Médicis

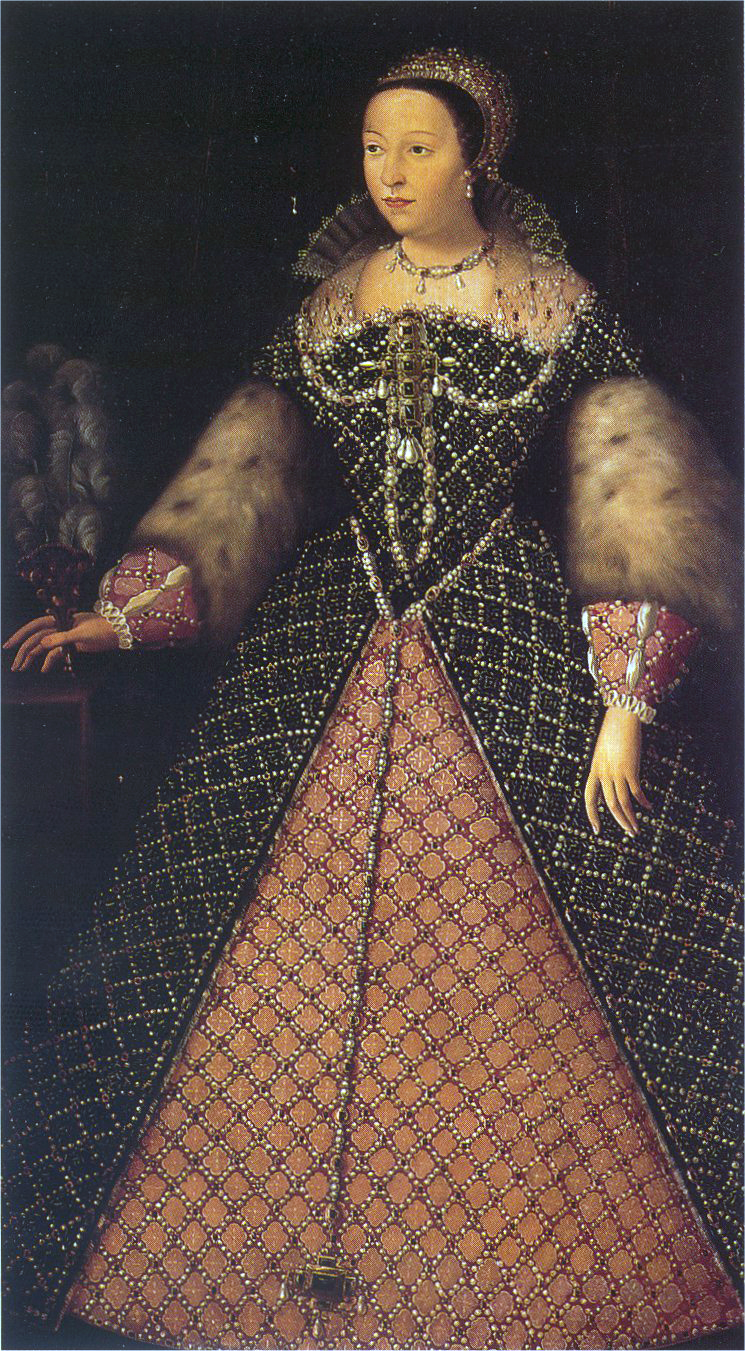
Catherine de Médicis, Chaumont copie d'un original se trouvant à la Galerie des Offices.

### Historiographie
La personnalité de Catherine de Médicis s'avère difficile à saisir car une légende noire s'est depuis toujours associée à son image. D'un tempérament optimiste et d'une grandeur d'âme particulièrement clairvoyante, Catherine de Médicis figure, dans la mémoire collective, comme l'incarnation de la noirceur, du machiavélisme et du despotisme.
Cette désinformation historique s'est longtemps maintenue intacte par la faute des historiens qui ont, eux-mêmes, véhiculé cette image sans souci d'objectivité. Il faut attendre la seconde moitié du XXe siècle pour que l'historiographie traditionnelle de la reine soit alors remise en question, en particulier grâce à des historiens contemporains comme Garisson, Bourgeon, Jouanna, Crouzet, Sutherland et Knecht.
L'historienne Janine Garrisson a transcrit l'oraison funèbre prononcée le 4 février 1589 par l'archevêque de Bourges, Renaud de Beaune, en l'église Saint-Sauveur de Troyes, lors des obsèques de Catherine de Médicis. Cet éloge funèbre approche certes l'apologie, mais reflète une certaine réalité : « Humiliez vos cœurs devant Dieu, vous qui êtes Français, reconnaissez que vous avez perdu la plus grande reine en vertu, la plus noble en race et génération, la plus excellente en honneur, la plus chaste entre toutes les femmes, la plus prudente en son administration, la plus douce en sa conversation, la plus affable et la plus bénigne à tous ceux qui ont voulu l'aborder, la plus humble et la plus charitable envers ses enfants, la plus obéissante à son mari, mais surtout la plus dévote envers Dieu, la plus affectionnée envers les plus pauvres que reine qui oncques régna en France ».
Dès l'époque des guerres de Religion, les catholiques et les protestants ont raillé la politique de tolérance de la reine-mère. Un véritable travail de propagande dressé contre les Valois a véhiculé une image profondément erronée de la reine. La mort du dernier des Valois en 1589 n'a pas permis sa réhabilitation. Au XVIIe siècle, on oublie que le travail accompli par Henri IV puis par Richelieu ne constitue que la continuité de la politique de Catherine de Médicis. Au XVIIIe siècle, les philosophes critiquent la monarchie absolue et la sage politique de la reine n'est désormais perçue que comme un despotisme oppressant et arbitraire. Sous la Révolution, l'époque accentue la dénonciation des rois et, les révolutionnaires comme Marat reprennent les légendes parfois sordides qui ont couru à son sujet pour vilipender la monarchie. C'est la Révolution française qui fixe la légende noire de Catherine de Médicis dans son aspect définitif. Au XIXe siècle, l'école républicaine et la tradition populaire pérennisent cette légende désormais rendue populaire par les romans historiques comme La Reine Margot de l'écrivain Dumas. En revanche, Balzac, dans son introduction à Sur Catherine de Médicis, la décrit comme « une femme extraordinaire », qui « a sauvé la couronne de France » en déployant « les plus rares qualités, les plus précieux dons de l'homme d'État ».

### La légende

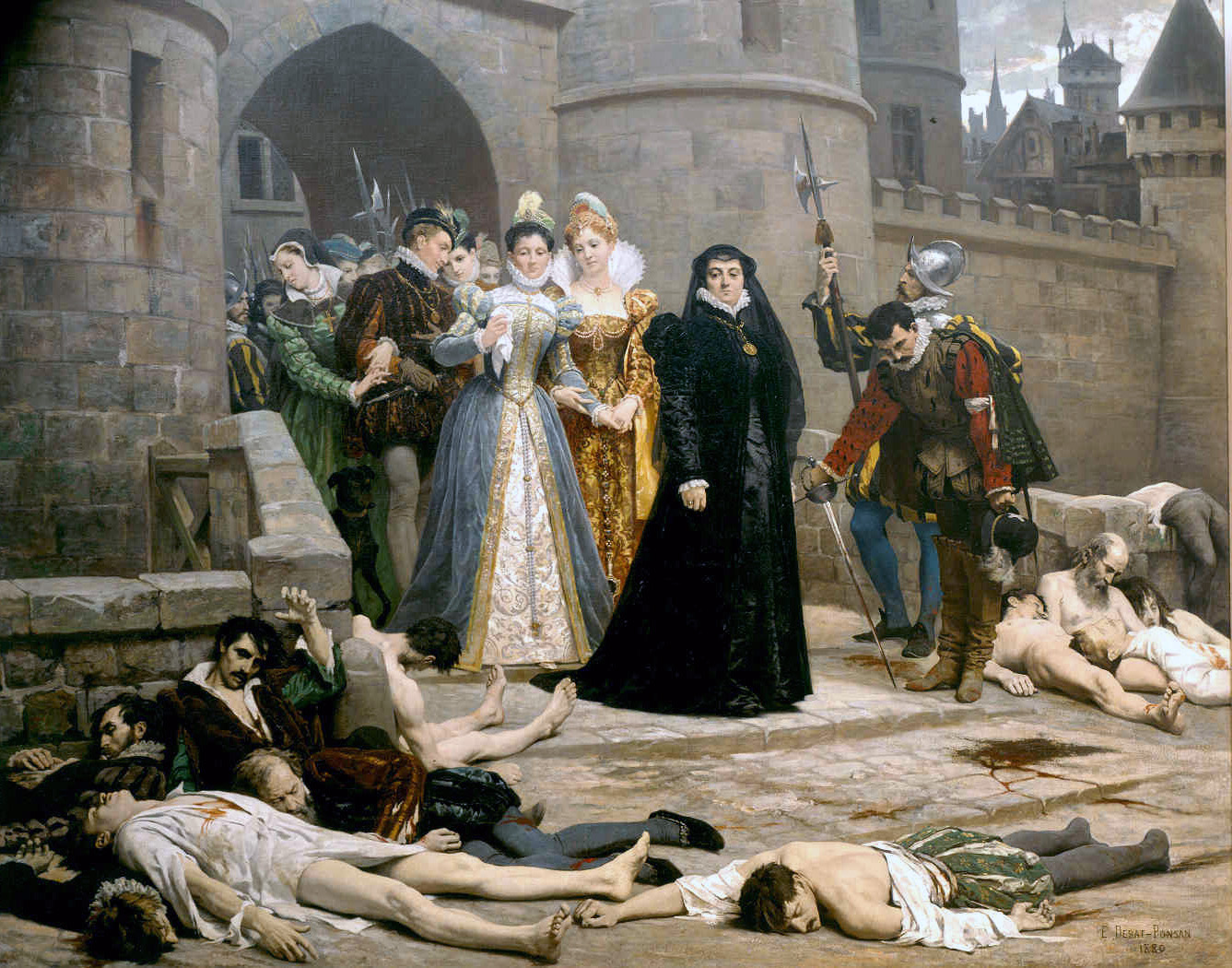
Un matin devant la porte du Louvre, huile sur toile d'Édouard Debat-Ponsan, 1880, Clermont-Ferrand, musée d'art Roger-Quilliot.

La légende noire de Catherine de Médicis, entretenue jusqu'au milieu du XXe siècle, la représente comme une femme dominatrice qui cherche à accaparer le pouvoir, une adepte du machiavélisme n'hésitant pas à utiliser les moyens les plus extrêmes, une Italienne laissant des étrangers (Gondi, Birague...) gouverner la France et enfin une femme acariâtre, dévorée de jalousie.
Lorsque Catherine devient régente de France, elle gouverne pour ses enfants trop jeunes pour régner par eux-mêmes. Face aux différents partis religieux et politiques qui tentent d'accaparer le pouvoir en faisant pression sur elle, Catherine essaye de rester ferme pour éviter l'effondrement du pouvoir royal. Là, naît la légende d'une reine arriviste et despotique. En tant que reine mère, elle souhaite préserver l'héritage royal de ses enfants. Les catholiques lui reprochent d'accorder trop de liberté aux protestants, les protestants de ne pas leur en accorder assez. Prise entre ces deux partis antagonistes, Catherine de Médicis a tenté tant bien que mal de maintenir sa politique d'union nationale autour du trône.

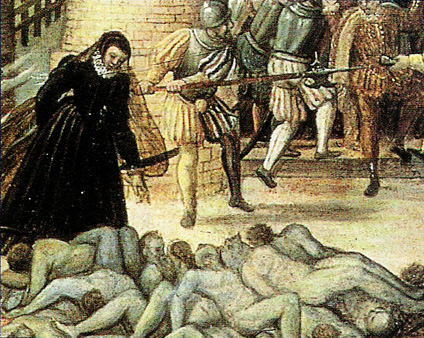
Le massacre de la Saint-Barthélemy (détail), François Dubois, après 1576 ?, Musée cantonal des Beaux-Arts, Lausanne.

Les allégations selon lesquelles elle aurait fait empoisonner la reine de Navarre Jeanne d'Albret puis, involontairement, son fils Charles IX, résultent de rumeurs existant déjà au XVIIIe siècle pour la première, de la plume d'Alexandre Dumas pour la seconde, et ne reposent sur aucun élément tangible. Le cinéma a emboîté le pas des romanciers pour exciter cette légende noire de la reine mère. Dans La Princesse de Clèves, film tourné en 1961, Catherine de Médicis utilise des nains espions et fait chuter ses ennemis dans des trappes ouvertes sur de profondes oubliettes. L'iconographie la représente parfois devant les cadavres des huguenots massacrés dans la cour du Louvre.
Les adversaires de Catherine lui ont reproché de louvoyer entre les partis et même de créer la discorde pour mieux régner. En réalité, Catherine de Médicis s'est méfiée de tous les partis, et s'est vouée, sa vie durant, à tous les rabaisser pour n'en mettre en valeur qu'un seul, celui du roi. C'est la décrépitude du pouvoir royal et la faiblesse de ses moyens qui ont réduit Catherine de Médicis à s'appuyer sur tel ou tel parti.

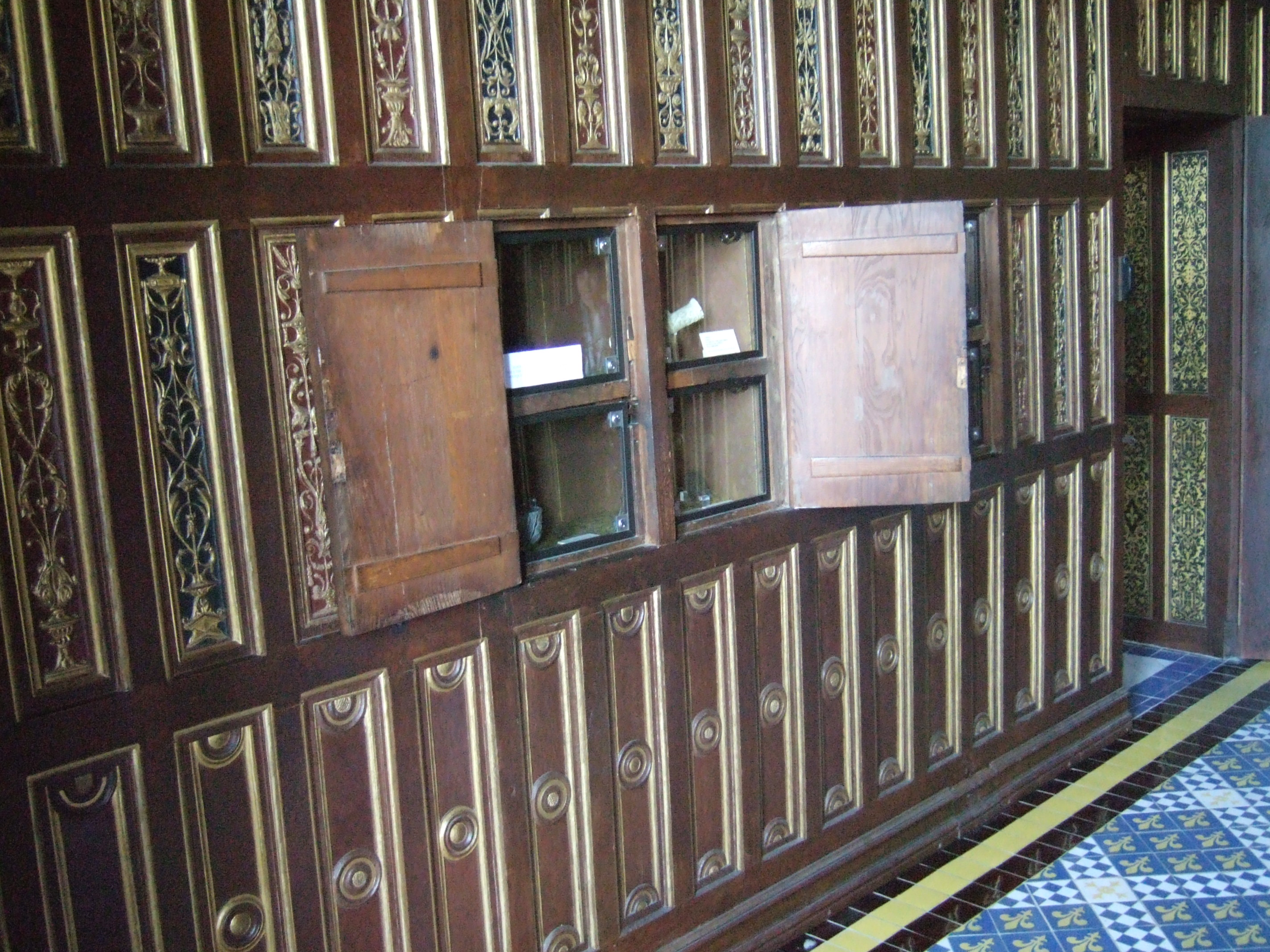
Au château de Blois, on a longtemps cru que Catherine cachait des poisons derrière des armoires secrètes de son cabinet de travail.

Catherine a été considérée comme une étrangère par beaucoup ; il est vrai qu'elle se distingue par un accent italien assez marqué ; à son arrivée en France pour épouser le duc d'Orléans, elle sait à peine parler le français, mais la reine s'est toujours considérée comme Française. Elle a effectivement introduit à la cour et au pouvoir certains de ses familiers d'origine italienne comme les Gondi et les Birague, mais la plupart ont grandi en France, possédant une culture et une intelligence raffinées qu'ils ont su, le plus souvent, mettre au service de leur pays d'adoption.
De plus, les écrivains ont souvent tendu à réduire le personnage de Catherine à son sentiment de haine pour Diane de Poitiers, maîtresse âgée de son mari. Il est exact que Catherine n'éprouvait guère de sympathie pour celle qu'elle appelait la putain du roi.
Dans Recueil des Dames, second discours sur la reyne, mère de nos roys derniers, Catherine de Médicis, Brantôme s’emploie, dans un plaidoyer en forme de panégyrique, à répondre aux détracteurs de Catherine de Médicis :

« Quand à moy, je desirerois fort sçavoir bien dire, ou que j’eusse un bon plume, et bien taillée à commandement, pour l’exalter et louer comme elle le mérite
[…]
Or pour fin, qu’on debagoulle contre elle tout ce qu’on voudra, jamais nous n’en aurons une telle en France si bonne pour la paix. »

## Dans les arts et la culture

### Filmographie
La figure de la Reine mère a inspiré de nombreuses productions filmographiques mêlant des épisodes d'intrigues de cours, des complots contre la couronne, le Massacre de la Saint-Barthélémy où plusieurs actrices ont incarné son rôle.

### Cinéma

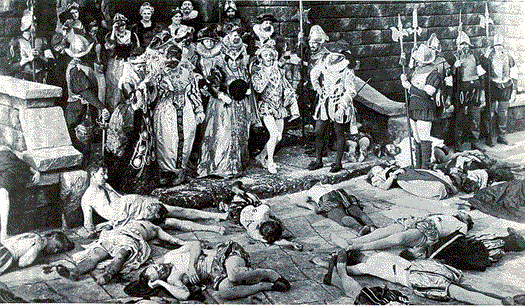
Une scène d’Intolérance (1916) de David Wark Griffith : Catherine de Médicis sort du Louvre pour inspecter les cadavres huguenots étendus dans la cour du Palais. Scène, probablement inspirée par un détail de la célèbre peinture de François Dubois, Le Massacre de la Saint-Barthélemy (apr. 1576). Une composition similaire a également été peinte par Édouard Debat-Ponsan : Un matin devant la porte du Louvre (1880).

- 1913 : Actrice inconnue dans Le Treizième Convive de Georges-André Lacroix ;
- 1914 : Jeanne Grumbach dans La Reine Margot de Henri Desfontaines ;
- 1916 : Josephine Crowell dans Intolérance de David Wark Griffith ;
- 1923 : 
  - Josephine Crowell dans Cendres de vengeance de Frank Lloyd ;
  - Irene Rooke dans The Loves of Mary, Queen of Scots de Denison Clift ;
- 1924 : Stella St. Audrie dans Henry, King of Navarre de Maurice Elvey ;
- 1928 : Blanche Bernis dans Le Tournoi dans la cité de Jean Renoir ;
- 1937 :
  - Aurora Campuzano dans Nostradamus de Juan Bustillo Oro et Antonio Helù ;
  - Colette Borelli (enfant), Paulette Elambert (adolescente), Marcelle Samson (adulte) et Marguerite Moreno (âgé) dans Les Perles de la couronne de Christian-Jaque ;
- 1942 : Maria Palmer dans Nostradamus and the Queen de David Miller et Jerry Thorpe ;
- 1954 : Françoise Rosay dans la Reine Margot de Jean Dréville ;
- 1956 :
  - Germaine Dermoz dans Si Paris nous était conté de Sacha Guitry ;
  - Marisa Pavan dans Diane de David Miller ;
- 1959 : Germaine Dermoz dans La Pavane de Blois de René Dupuy et Claude Dagues ;
- 1960 : Maria Meriko dans L’Assassinat du duc de Guise de Guy Lessertisseur, épisode La caméra explore le temps ;
- 1961 :
  - Renée-Marie Potet dans La Dame de Monsoreau d’Alain Boudet ;
  - Lea Padovani dans La Princesse de Clèves de Jean Delannoy ;
- 1964 : Isa Miranda dans Hardi ! Pardaillan de Bernard Borderie ;
- 1966 : Joan Young dans The Massacre of St Bartholomew's Eve de Docteur Who ;
- 1968 : Rosy Varte dans Nostradamus ou le prophète en son pays de Pierre Badel ;
- 1971 :
  - Margaretta Scott dans Elizabeth R de Roderick Graham ;
  - Katherine Kath dans Mary Stuart, reine d’Ecosse de Charles Jarrott ;
  - Germaine Ledoyen dans L'Exécution du duc de Guise de Pierre Bureau ;
- 1978 : Maria Meriko dans La Guerre des trois Henri de Marcel Cravenne ;
- 1981 : María Teresa Rivas dans Los Pardaillan ;
- 1988 : Dominique Blanchar dans Le Chevalier de Pardaillan de Josée Dayan ;
- 1989 : Alice Sapritch dans Catherine de Médicis de Yves-André Hubert ;
- 1990 :
  - Sara Bertelà dans Cellini, l’or et le sang de Giacomo Battiato ;
  - Laura Betti dans Dames galantes de Jean Charles Tacchella ;
- 1994 :
  - Amanda Plummer dans Nostradamus de Roger Christian ;
  - Virna Lisi dans la Reine Margot réalisé par Patrice Chéreau ;
- 2001 : Françoise Oriane dans La Reine Margot de Stephen Shank et Vitold Grand-Henry ;
- 2008 : Rosa Novell dans La Dame de Monsoreau de Michel Hassan ;
- 2010 : Evelina Meghnagi dans La Princesse de Montpensier ;

#### Télévision
- 1961 : 
  - Alice Sapritch dans La Reine Margot de René Lucot ;
  - Pamela Brown dans Sir Francis Drake de David Greene ;
- 1971 : Maria Meriko dans La Dame de Monsoreau de Yannick Andréi ;
- 1978 : Alida Valli dans Le Tumulte d'Amboise de Serge Friedman, épisode de Les grandes conjurations ;
- 1996 : Ekaterina Vassilieva dans La Reine Margot de Alexandre Mouratov ;
- 2003 : Marie-Christine Barrault, dans Saint-Germain ou la Négociation de Gérard Corbiau ;
- 2008 :Eva Quinto dans Catherine de Médicis et les intrigues des châteaux de la Loire, lui est consacré dans le cadre de l'émission Secrets d'Histoire[46].
- 2013 : Megan Follows dans Reign de Holly Dale, Matthew Hastings et Brad Silberling ;
- 2017 :
  - Elsa de Belilovsky dans La Légende noire de la Reine Margot de Philippe Vergeot, épisode de Secrets d'Histoire ;
  - Alexandra Kazan (âgée) et Marie Bouve (jeune) dans La Guerre des trônes, La véritable histoire de l'Europe ;
  - Megan Follows dans Reign : Le Destin d'une reine de Laurie McCarthy ;
- 2018 : Julia Mugnier dans Marie-Stuart, reine de France et d’Écosse, épisode de Secrets d’histoire ;
- 2022 :
  - Samantha Morton (adulte) et Liv Hill (jeune) dans The Serpent Queen, mini-série américaine créée par Justin Haythe ;
  - Gaia Girace dans la mini-série Diane de Poitiers.

### Sources primaires
- Lettres de Catherine de Médicis, 11 volumes, s.d. comte Hector de La Ferrière et comte Gustave Baguenault de Puchesse, Paris, Imprimerie nationale, « Collection de documents inédits sur l’histoire de France », 1880-1943.
  - Tome premier : 1533-1563, 1880.
  - Tome deuxième : 1563-1566, 1895.
  - Tome troisième : 1567-1570, 1895.
  - Tome quatrième : 1570-1574, 1895.
  - Tome cinquième : 1574-1577, 1895.
  - Tome sixième : 1578-1579, 1897.
  - Tome septième : 1579-1581, 1899.
  - Tome huitième : 1582-1585, 1905.
  - Tome neuvième : 1586-1588, 1905.
  - Tome dixième : Supplément 1537-1587, 1909.
  - Tome onzième : Index général, s.d. Gustave Baguenault de Puchesse, Eugène Lelong et Lucien Auvray, 1943.

#### Ouvrages
- Céline Borello, Catherine de Médicis, PUF, 2021, 224 p. (ISBN 978-2-13-081889-2).
- Luisa Capodieci (préf. Philippe Morel), Medicaea medaea : art, astres et pouvoir à la cour de Catherine de Médicis, Genève, Droz, coll. « Travaux d'Humanisme et Renaissance » (no 484), 2011, 727 p. (ISBN 978-2-600-01404-5, présentation en ligne).
- Ivan Cloulas, Catherine de Médicis, Paris, Fayard, 1992 (1re éd. 1979), 728 p. (ISBN 2-213-00738-1, présentation en ligne).
- Ivan Cloulas, Catherine de Médicis : Le destin d'une reine, Paris, Tallandier, 2007  (ISBN 2847344187).
- Denis Crouzet, Le haut cœur de Catherine de Médicis : une raison politique aux temps de la Saint-Barthélemy, Paris, Albin Michel, coll. « Bibliothèque Albin Michel. Histoire », 2005, 636 p. (ISBN 2-226-15882-0, présentation en ligne).
- Jérémie Foa (préf. Olivier Christin), Le tombeau de la paix : une histoire des édits de pacification (1560-1572), Limoges, Presses universitaires de Limoges (PULIM), coll. « Histoire. Trajectoires », 2015, 545 p. (ISBN 978-2-84287-643-2).
- Jérémie Foa et Nicolas Vidoni, Catherine de Médicis. Un destin plus grand que la prudence, coll. « Ils ont fait la France », vol. 13, Le Figaro - L'Express, mars 2012.
- (it) Sabine Frommel (dir.) et Gerhard Wolf (dir.), Il mecenatismo di Caterina de' Medici : poesia, feste, musica, pittura, scultura, architettura, Venise, Marsilio, coll. « Kunsthistorisches Inst. Max-Planck-Inst. », 2008, 522 p. (ISBN 978-88-317-9352-0, présentation en ligne).
- Janine Garrisson, Catherine de Médicis : l'impossible harmonie, Paris, Payot, coll. « Portraits intimes », 2002, 165 p. (ISBN 2-228-89657-8).
- Matthieu Gellard (préf. Denis Crouzet, postface Lucien Bély), Une reine épistolaire : lettres et pouvoir au temps de Catherine de Médicis, Paris, Classiques Garnier, coll. « Bibliothèque d'histoire de la Renaissance » (no 8), 2014, 736 p. (ISBN 978-2-8124-3462-4, présentation en ligne), [présentation en ligne].
- Robert Knecht (trad. de l'anglais par Sarah Leclerq), Catherine de Médicis : pouvoir royal, amour maternel [« Catherine de' Medici »], Bruxelles, Le Cri, coll. « Histoire », 2003, 346 p. (ISBN 2-87106-317-6).
- (en) Una McIlvenna, Scandal and Reputation at the Court of Catherine de Medici, Abingdon, Routledge, coll. « Women and Gender in the Early Modern World », 2016, VIII-224 p. (ISBN 978-1-4724-2821-9, présentation en ligne).
- Jean-Hippolyte Mariéjol, Catherine de Médicis (1519-1589), Paris, Tallandier, 1979, 645 p. (ISBN 2-235-00673-6).
- Marcello Simonetta, Catherine de Médicis, Albin Michel, 2020.
- Jean Orieux : « Catherine de Médicis », Flammarion, 1986, 828 pages, ill.
- Jean-François Solnon, Catherine de Médicis, Paris, Perrin, 2003, 445 p. (ISBN 2-262-01834-0). Réédition : Jean-François Solnon, Catherine de Médicis, Paris, Perrin, coll. « Tempus » (no 298), 2009, 491 p., poche (ISBN 978-2-262-03071-1).
- (en) Nicola Mary Sutherland, The French Secretaries of State in the Age of Catherine de Medici, Londres, Athlone Press, 1962.
- (en) Nicola Mary Sutherland, Catherine de' Medici and the Ancien Régime, Londres, Historical Association, 1966. Réédition dans Princes, Politics and Religion, 1547-1589, Londres, The Hambledon Press, 1984, p. 31-54.
- (en) Natalie R. Tomas, The Medici Women : Gender and Power in Renaissance Florence, Aldershot, Ashgate, 2003.
- Thierry Wanegffelen, Catherine de Médicis : le pouvoir au féminin, Paris, Payot, coll. « Biographie Payot », 2005, 444 p. (ISBN 2-228-90018-4, présentation en ligne).
- Kathleen Wilson-Chevalier (dir.) (avec la collaboration d'Eugénie Pascal), Patronnes et mécènes en France à la Renaissance, Saint-Étienne, Publications de l'Université de Saint-Étienne, coll. « L'école du genre / Nouvelles recherches » (no 2), 2007, 681 p. (ISBN 978-2-86272-443-0, présentation en ligne), [présentation en ligne], [présentation en ligne].
- Alexandra Zvereva (préf. Denis Crouzet), Portraits dessinés de la cour des Valois : les Clouet de Catherine de Médicis, Paris, Arthena, Association pour la diffusion de l'histoire de l'art, 2011, 461 p. (ISBN 978-2-903239-45-9, présentation en ligne).

#### Articles, contributions, communications
- Édouard de Barthélemy, « Catherine de Médicis, le duc de Guise et le traité de Nemours, d'après des documents inédits », Revue des questions historiques, t. XXVII,‎ janvier 1880, p. 465-495 (lire en ligne).
- Brantôme, Recueil des Dames, Sur la reine Catherine de Médicis, Paris, Gallimard, collection La Pléiade, 1991.
- (en) Susan Broomhall, « ‘My daughter, my dear’: the correspondence of Catherine de Médicis and Elisabeth de Valois », Women’s History Review, vol. 24, no 4,‎ 2015, p. 548-569.
- (en) Susan Broomhall, « Fit for a King? The Gendered Emotional Performances of Catherine de Medici as Dauphine of France, 1536–1547 », dans Valerie Schutte, Unexpected Heirs in Early Modern Europe, Palgrave Macmillan, 2017 (ISBN 978-3-319-55293-4, DOI https://doi-org/10.1007/978-3-319-55294-1_5), p. 85-111.
- (en) Susan Broomhall, « Counsel as Performative Practice of Power in Catherine de’ Medici’s Early Regencies », dans Helen Matheson-Pollock, Joanne Paul et Catherine Fletcher, Queenship and Counsel in Early Modern Europe, Palgrave Macmillan, 2018 (ISBN 978-3-319-76973-8, DOI https://doi-org/10.1007/978-3-319-76974-5_7), p. 135-159.
- (en) Susan Broomhall, « Emotions of the Past in Catherine de Medici’s Correspondence », dans Andreea Marculescu, Charles-Louis Morand Métivier, Affective and Emotional Economies in Medieval and Early Modern Europe, Palgrave Macmillan, 2018 (ISBN 978-3-319-60668-2, DOI https://doi-org/10.1007/978-3-319-60669-9_5), p. 87-104.
- (en) Nicola Courtright, « A Garden and Gallery at Fontainebleau: Imagery of rule for Medici queens », The Court Historian, vol. 10, no 1,‎ 2005, p. 55-84.
- (en) Denis Crouzet, « Catherine de Médicis Tested by the Virtue of Charity (1533–1559). Discourse and Metadiscourse », dans Susan Broomhall, Women and Power at the French Court, 1483-1563, Amsterdam, Amsterdam University Press, 2019 (lire en ligne), p. 357-376.
- (en) Susan Doran, « Elizabeth I and Catherine de' Medici », dans Glenn Richardson (dir.), The Contending Kingdoms' : France and England 1420–1700, Aldershot, Ashgate Publishing, 2008, X-191 p. (ISBN 978-0-7546-5789-7, présentation en ligne), p. 117-132.
- (en) Sheila Ffolliott, « The Italian ‘training’ of Catherine de Medici: Portraits as dynastic narrative », The Court Historian, vol. 10, no 1,‎ 2005, p. 37-53.
- Jérémie Foa, « On y sentait la mort : les morts de Catherine de Médicis », dans Jérémie Foa, Élisabeth Malamut et Charles Zaremba (dir.), La mort du prince : de l'Antiquité à nos jours, Aix-en-Provence, Presses universitaires de Provence, coll. « Le temps de l'histoire », 2016, 358 p. (ISBN 979-10-320-0043-4), p. 129-150.
- (en) Liesbeth Geevers, « Ties, Triangles and Tangles: Catherine de Medici as Philip II of Spain’s Mother-in-Law », The Court Historian, vol. 25, no 3,‎ 2022, p. 186-200.
- Matthieu Gellard, « Une reine de France peut-elle avoir des amies ? La correspondance féminine de Catherine de Médicis », dans Amitié. Un lien politique et social en Allemagne et en France (XIIe-XXe siècle), Bertrand Haan, Christian Kühner (éd.), (discussions 8), En ligne sur perpsectivia.net
- (en) Margriet Hoogvliet, « Princely Culture and Catherine de Médicis », dans Martin Gosman, Alasdair A. MacDonald et Arie Johan Vanderjagt (dir.), Princes and Princely Culture, 1450–1650, Leiden et Boston, Brill Academic, 2003.
- Robert Jean Knecht, « Catherine de Médicis : les années mystérieuses », dans Éric Bousmar, Jonathan Dumont, Alain Marchandisse et Bertrand Schnerb (dir.), Femmes de pouvoir, femmes politiques durant les derniers siècles du Moyen Âge et au cours de la première Renaissance, Bruxelles, De Boeck, coll. « Bibliothèque du Moyen Âge », 2012, 656 p. (ISBN 978-2-8041-6553-6), p. 31-46.
- Hector de La Ferrière, « Catherine de Médicis et les Politiques », Revue des questions historiques, t. XII,‎ juillet 1894, p. 404-439 (lire en ligne).
- Nicolas Le Roux, « Une princesse intolérante ? : Catherine de Médicis aux états généraux de Blois (1576-1577) », dans Caroline Callard, Tatiana Debbagi Baranova et Nicolas Le Roux (dir.), Un tragique XVIe siècle : mélanges offerts à Denis Crouzet, Ceyzérieu, Champ Vallon, 2022, 429 p. (ISBN 979-10-267-1100-1), p. 354-361.
- (en) Estelle Paranque, « Catherine de Medici's grandmotherhood: the building of emotional and political intergenerational relationships », Renaissance Studies,‎ 2019 (ISSN 0269-1213 et 1477-4658, DOI 10.1111/rest.12631).
- Isabelle Paresys, « Vêtir les souverains français à la Renaissance : les garde-robes d’Henri II et de Catherine de Médicis en 1556 et 1557 », dans Isabelle Paresys et Natacha Coquery, Se vêtir à la cour en Europe 1400-1815, Villeneuve-d'Ascq, Publications de l’Institut de recherches historiques du Septentrion, 2011, p. 133-157.
- Isabelle Poutrin et Marie-Karine Schaub, « Pour une histoire des princesses européennes à l'époque moderne », dans Isabelle Poutrin et Marie-Karine Schaub (dir.), Femmes et pouvoir politique. Les princesses d'Europe, XVe-XVIIIe siècle, Paris, Bréal, 2007, p. 7-50.
- (en) Nate Probasco, « Catherine de Medici and Huguenot Colonization, 1560–1567 », dans Estelle Paranque, Nate Probasco et Claire Jowitt, Colonization, Piracy, and Trade in Early Modern Europe. The Roles of Powerful Women and Queens, Palgrave Macmillan, 2017 (ISBN 978-3-319-57158-4, DOI https://doi-org/10.1007/978-3-319-57159-1_3), p. 41-72.
- (en) Sara Sturm-Maddox, « Catherine de Medici and the two Lilies », The Court Historian, vol. 10, no 1,‎ 2005, p. 25-36.
- (en) Nicola Mary Sutherland, « Catherine de Medici : The Legend of the Wicked Italian Queen », The Sixteenth Century Journal, vol. 9, no 2,‎ juillet 1978, p. 45-56 (ISSN 0361-0160, DOI 10.2307/2539662, JSTOR 2539662)Repris dans : (en) Nicola Mary Sutherland, Princes, Politics and Religion, 1547-1589, Londres, Hambledon Press, coll. « History Series » (no 30), 1984, 258 p. (ISBN 0-907628-44-3), « Catherine de Medici : The Legend of the Wicked Italian Queen », p. 237-248.
- Chantal Turbide, « Les livres trouvés dans l’Hôtel de la Reine après le décès de Catherine de Médicis (1519-1589) », dans Isabelle Brouard-Arends, Lectrices d’Ancien Régime, Rennes, Presses universitaires de Rennes, 2003, p. 33-45.
- Mario Turchetti, « Catherine de Médicis, de la légende à l’histoire. Une question historique mal posée ? », Histoire, économie et société, Paris, Armand Colin, no 3,‎ 2022, p. 24-39 (ISSN 0752-5702, e-ISSN 1777-5906, DOI 10.3917/hes.223.0024).
- Caroline Zum Kolk, « Les femmes à la cour de France au XVIe siècle : la fonction politique de la maison de Catherine de Médicis (1533-1574) », dans Armel Dubois-Nayt et Emmanuelle Santinelli-Foltz (dir.), Femmes de pouvoir et pouvoir des femmes dans l'Occident médiéval et moderne, Valenciennes, Publications de l'université de Valenciennes, coll. « Lez valenciennes » (no 41-42), 2009, 504 p. (ISBN 978-2-905725-99-8), p. 237-258.
- Caroline Zum Kolk et Jacqueline Vons, « La mort de Catherine de Médicis : l'histoire curieuse d'une reine qui fut enterrée cinq fois (1589-1817) », dans Joël Cornette et Anne-Marie Helvétius (dir.), La mort des rois : de Sigismond (523) à Louis XIV (1715), Saint-Denis, Presses universitaires de Vincennes, coll. « Temps et espaces », 2017, 318 p. (ISBN 978-2-84292-577-2), p. 149-173.

#### Bases de données et dictionnaires
- Ressources relatives aux beaux-arts :   - AGORHA
  - British Museum
  - National Portrait Gallery
  - Royal Academy of Arts
  - Sandrart.net
  - Union List of Artist Names
- Ressources relatives à la musique :   - Bayerisches Musiker-Lexikon Online
  - Répertoire international des sources musicales
- Ressource relative à la bande dessinée :   - Comic Vine
- Ressource relative à l'audiovisuel :   - Allociné
- Notices dans des dictionnaires ou encyclopédies généralistes :   - Britannica
  - Brockhaus
  - Collective Biographies of Women
  - Den Store Danske Encyklopædi
  - Deutsche Biographie
  - Dictionnaire des femmes de l'ancienne France
  - Dictionnaire universel des créatrices
  - Dizionario biografico degli italiani
  - Dizionario di Storia
  - Enciclopedia italiana
  - Enciclopedia De Agostini
  - Gran Enciclopèdia Catalana
  - Hrvatska Enciklopedija
  - Internetowa encyklopedia PWN
  - Larousse
  - Nationalencyklopedin
  - Proleksis enciklopedija
  - Store norske leksikon
  - Treccani
  - Universalis
  - Visuotinė lietuvių enciklopedija
- Notices d'autorité :   - VIAF
  - ISNI
  - BnF (données)
  - IdRef
  - LCCN
  - GND
  - Italie
  - Japon
  - Espagne
  - Belgique
  - Pays-Bas
  - Pologne
  - Israël
  - NUKAT
  - Catalogne
  - Suède
  - Vatican
  - Australie